# Ellwangen (Jagst)

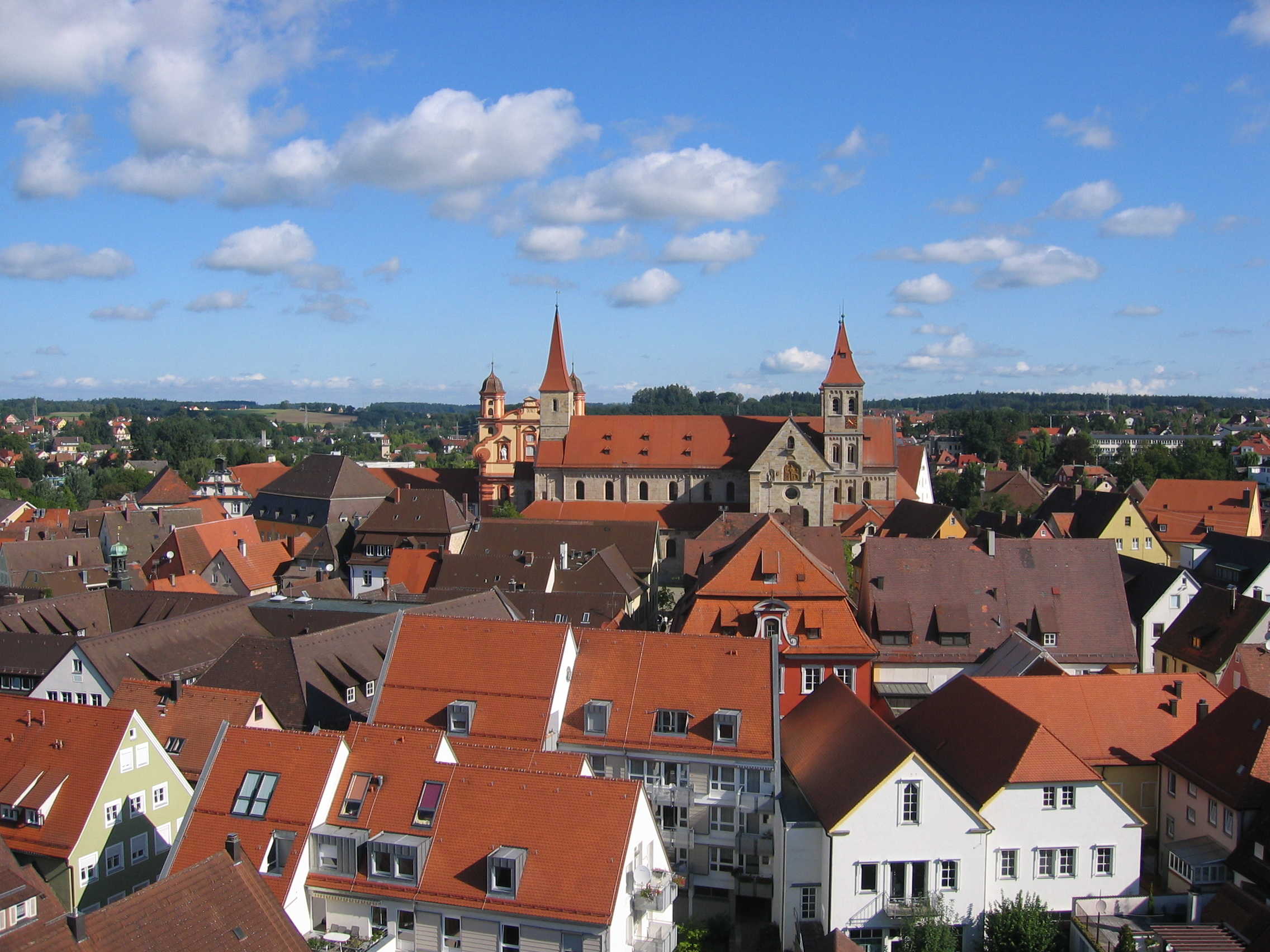
Blick von Süden über Teile von Ellwangen

Ellwangen (Jagst) ist eine Stadt im Osten Baden-Württembergs, etwa 17 Kilometer nördlich von Aalen. Sie ist mit rund 24.500 Einwohnern (Stand Dezember 2019) nach Aalen und Schwäbisch Gmünd die drittgrößte Stadt des Ostalbkreises und ein Mittelzentrum für die umliegenden Gemeinden. Sie gehört zur Region Ostwürttemberg.
Seit dem 1. Februar 1972 ist Ellwangen eine Große Kreisstadt. Mit den Gemeinden Adelmannsfelden, Ellenberg, Jagstzell, Neuler, Rainau, Rosenberg und Wört besteht eine Vereinbarte Verwaltungsgemeinschaft.
Die Stadt war von 1803 bis 1806 Sitz der Regierung von Neuwürttemberg. Von 1812 bis 1817 bestand die Katholische Landesuniversität Ellwangen. Sehenswert sind die spätromanische Basilika St. Vitus, das weitläufige Schloss ob Ellwangen und die Wallfahrtskirche auf dem Schönenberg.

## Geographie

### Geographische Lage

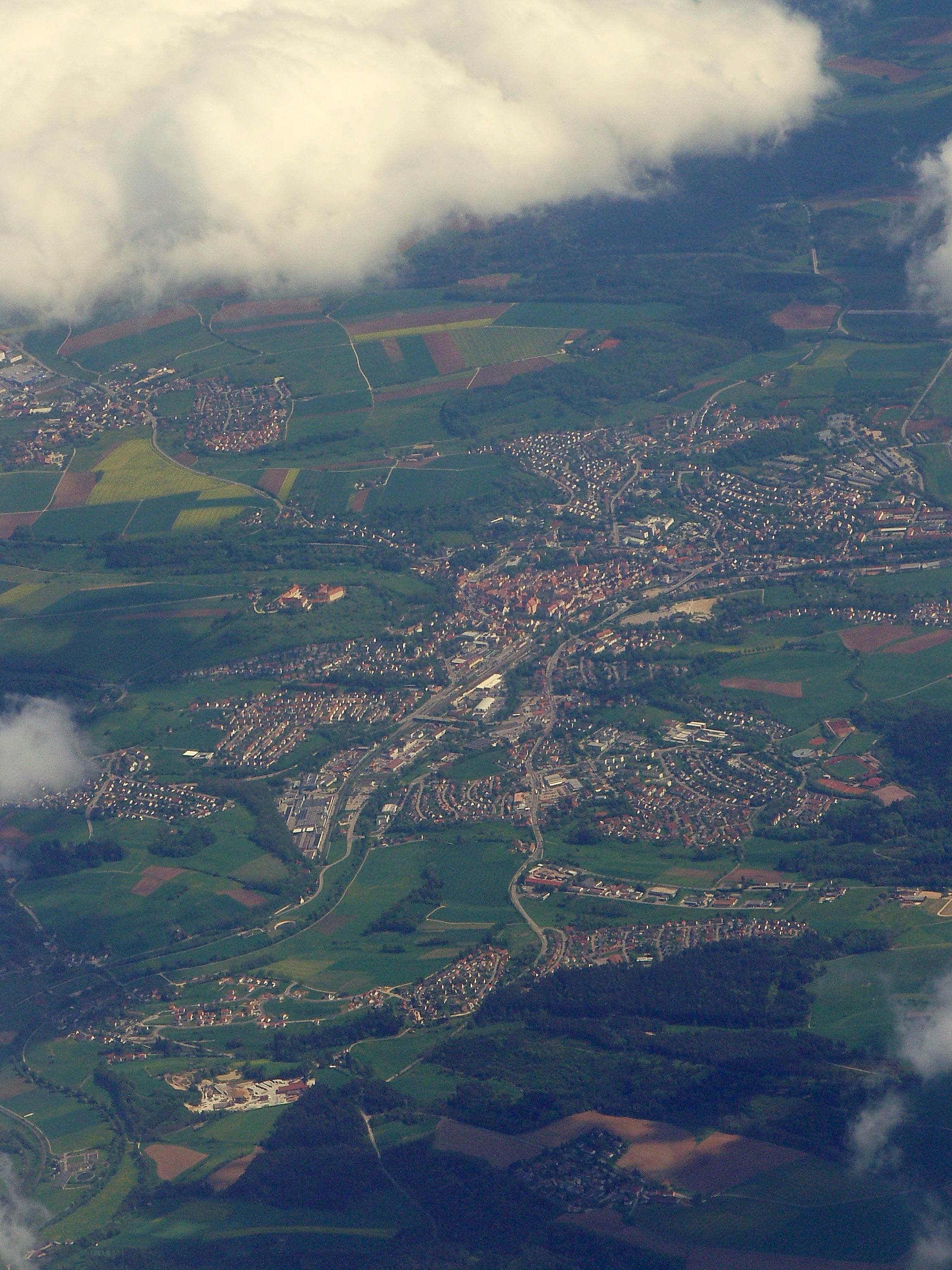
Luftbild aus nördlicher Richtung

Ellwangen liegt am Oberlauf der Jagst. Der hier etwa zehn Meter breite Fluss durchfließt das Territorium der Stadt in nordnordwestlicher Richtung. Von Rainau kommend, erreicht er das Stadtgebiet im Südwesten und ändert seine Fließrichtung zwischen den zur Stadt gehörenden Dörfern Schrezheim und Rotenbach für einen Kilometer nach Ostnordosten; ab hier liegt die Kernstadt an seinem rechten Ufer. Er wendet sich auf Höhe der Stadtmitte wieder in Richtung Nordnordwest und fließt danach weiter durch den Stadtteil Rindelbach in Richtung Jagstzell. Das Stadtgebiet, dessen größter Teil östlich der Jagst liegt, erstreckt sich über eine Fläche von 127,43 km² und hat Anteil an den Naturräumen Östliches Albvorland und Schwäbisch-Fränkische Waldberge, die beide zum Schwäbischen Keuper-Lias-Land gehören, sowie am Mittelfränkischen Becken, einem Teilraum des Fränkischen Keuper-Lias-Landes. Die Landschaftsgrenze vom Keupergebiet der Schwäbisch-Fränkischen Waldberge zum Albvorland verläuft nahe am östlichen und südöstlichen Rand der Kernstadt. Der Bereich der Kernstadt erreicht im Osten auf den Anhöhen des Schlossbergs und des Schönenbergs noch die Hochfläche des Lias.

### Nachbargemeinden
Die folgenden Gemeinden grenzen an die Stadt Ellwangen (alle Ostalbkreis).

### Stadtgliederung
Das Stadtgebiet Ellwangens besteht aus der Kernstadt und den im Rahmen der Gebietsreform der 1970er Jahre eingegliederten vier Gemeinden Pfahlheim, Rindelbach, Röhlingen und Schrezheim mit ihren jeweils zugehörigen Ortsteilen und Weilern. Diese vier Stadtteile sind zugleich Ortschaften im Sinne der baden-württembergischen Gemeindeordnung; das heißt, sie haben je einen von der Bevölkerung der Ortschaft bei jeder Kommunalwahl neu zu wählenden Ortschaftsrat mit einem Ortsvorsteher an der Spitze.
Zur Kernstadt und zu den Stadtteilen gehören eine Vielzahl meist räumlich getrennter Wohnplätze oder Ortsteile mit eigenen Namen. Diese haben oft eine lange eigenständige Geschichte. In der Kernstadt unterscheidet man darüber hinaus Wohngebiete, die im Zuge ihrer Bebauung einen eigenen Namen bekamen, doch sind die Grenzen hierbei oftmals nicht genau festgelegt.
- Zur Kernstadt gehören Braune Hardt, Schloss ob Ellwangen und Schönenberg

- Wappen PfahlheimZu Pfahlheim gehören: Beersbach, Buchhausen, Halheim, Hammermühle, Hardt, Hirlbach, Hochgreut, Hofstetten, Pfeifhäusle und Sonnenhof

- Wappen RindelbachZu Rindelbach gehören Borsthof, Eigenzell, Gehrensägmühle, Holbach, Kalkhöfe, Kellerhaus, Rabenhof, Rattstadt, Rotkreuz, Scheuensägmühle, Schönau, Schönenberg, Stocken, Stockensägmühle und Treppelmühle

- Wappen RöhlingenZu Röhlingen gehören: Dettenroden, Elberschwenden, Erpfental, Haisterhofen, Killingen, Neunheim, Neunstadt, Rötlen, Schafhof, Steigberg, Süßhof und Wagnershof

- Wappen SchrezheimZu Schrezheim gehören Altmannsrot, Altmannsweiler, Bahnmühle, Eggenrot, Engelhardsweiler, Espachweiler, Glassägmühle, Griesweiler (früher Klapperschenkel), Hinterlengenberg, Hintersteinbühl, Lindenhäusle, Lindenhof, Lindenkeller, Ölmühle, Rotenbach, Schleifhäusle und Vorderlengenberg

### Raumplanung
Ellwangen bildet ein Mittelzentrum innerhalb der Region Ostwürttemberg. Zum Mittelbereich Ellwangen gehören neben der Stadt Ellwangen selbst zehn Gemeinden im Norden des Ostalbkreises, Adelmannsfelden, Ellenberg, Jagstzell, Neuler, Rainau, Rosenberg, Stödtlen, Tannhausen, Unterschneidheim und Wört.

### Flächenaufteilung
Nach Daten des Statistischen Landesamtes, Stand 2014.

### Geologie
Im Norden und Westen des Gemeindegebiets ist der Stubensandstein des Mittleren Keuper prägend. Sandsteinbänke mit wechselnden Mergeleinschaltungen führen zu engräumigem Bodenwechsel, der für die Schwäbisch-Fränkischen Waldberge typisch ist. Ellwangen liegt am südlichen Rand dieses Waldgebietes an der Landschaftsgrenze zwischen Keupergebiet und Albvorland.
Zwischen der Kernstadt Ellwangen und dem wenig südöstlich gelegenen Stadtteil Neunheim befindet sich eine der für den süddeutschen Raum typischen Schichtstufen. Stufenbildend ist hier der Schwarze Jura (anderer Name: Lias); der leicht verwitternde Knollenmergel darunter lässt steile Hänge entstehen. Wenige Meter über dem Niveau der Jagst liegt der Ellwanger Bahnhof in der Kernstadt auf 433 m, der Schönenberg – ebenso wie der wenig niedrigere Schlossberg ein Vorsprung der Lias-Hochebene – auf 516 m ü. NN Meter.
Weiter östlich liegen die Stadtteile Röhlingen und Pfahlheim auf der Schwarzjura-Hochfläche. Hier überwiegen Pelosol-Braunerden und Pelosole aus Tonmergelgesteinen.
Diese Lias-Hochebene fällt mit einem für die hiesige Schichtstufenlandschaft typischen Gefälle von 1 % von den Anhöhen am Schönenberg und Schlossberg nach Südosten ab. Sie ist eine alte danubische Flachlandschaft mit nur geringen Höhenunterschieden. Vom Jagsttal aus fällt der geologische Wechsel zur Hochfläche kaum auf, weil das Flusstal das Landschaftsbild dominiert. Die beträchtlichen Höhenunterschiede waren ein großes Hindernis für den Straßenbau und für die Anfang des 20. Jahrhunderts geplante, aber dann nie gebaute Bahnverbindung nach Pfahlheim.
Besonders auf den fruchtbaren und deshalb waldarmen Böden der Liashochebene wird intensiv Ackerbau betrieben. Dagegen sind die Böden in den Keuperbergen des Virngrunds nährstoffarm und werden deshalb überwiegend forstwirtschaftlich genutzt.

### Klima

Gliederung des Gemeindegebietes

Die Werte der Wetterstation Ellwangen (439 m) sind typisch für den gesamten Naturraum Schwäbisch-Fränkischer Wald. Das Klima hat deutlich subkontinentalen Charakter mit relativ geringen Niederschlägen und hohen Temperaturschwankungen im Jahresverlauf. Die mittlere Monatstemperatur beträgt hier im Januar −1,2 °C, im Juli 16,9 °C. Die Jahresmitteltemperatur liegt bei 7,7 °C. In den Keuperwaldbergen des Ellwanger Gemeindegebietes herrscht an etwa 140–160 Tage im Jahr eine Tagesmitteltemperatur von mindestens 10 °C. Spätfröste sind im Virngrund gewöhnlich und teilweise heftig. Die mittlere jährliche Niederschlagsmenge in den Keuperwaldbergen schwankt je nach Teilraum. In den niedrigeren Lagen beträgt sie etwa 750–900 Millimeter.
|                        | Jan  | Feb  | Mär | Apr | Mai  | Jun  | Jul  | Aug  | Sep  | Okt | Nov | Dez  |   |     |
| Mittl. Temperatur (°C) | −1,2 | −0,2 | 3,1 | 7,1 | 11,8 | 15,1 | 16,9 | 16,2 | 12,8 | 8,2 | 3,2 | −0,1 | ⌀ | 7,8 |
|                        |      |      |     |     |      |      |      |      |      |     |     |      |   |     |
| Niederschlag (mm)      | 67   | 60   | 62  | 64  | 79   | 94   | 78   | 81   | 55   | 57  | 66  | 74   | Σ | 837 |

|  |

|  |

|  |

|  |

|  |

|  |

|  |

|  |

|  |

|  |

|  |

|  |

|  |

|  |

|  |

|  |

|  |

|  |

|  |

|  |

|  |

|  |

|  |

|  |

## Geschichte

### Frühgeschichte
Während der Kelten- und Römerzeit war das Gebiet der heutigen Gemeinde Ellwangen vermutlich nur schwach besiedelt. Der Limes, die Nordgrenze des Römischen Reiches, verlief nur wenige Kilometer südlich der Kernstadt. Ursprünglich wurde der Limes im zweiten Jahrhundert als Palisadenzaun errichtet, wenig später durch eine Steinmauer ersetzt. Der Palisadenzaun verlief mitten durch den (nach ihm benannten) heutigen Ortsteil Pfahlheim. In der Nähe von Pfahlheim findet man heute bei Halheim noch die Überreste eines römischen Kastells, dessen Kontur durch Bepflanzung sichtbar gemacht wurde.
Die zweite Spur menschlicher Niederlassungen stammt aus dem fünften Jahrhundert. Damals wurde das Alamannendorf Pfahlheim gegründet, dessen Überreste noch heute in Form von Gräberfeldern zu erkennen sind. Im siebten Jahrhundert wurde auch im Tal der Jagst eine Alamannensiedlung gegründet. Diese erhielt den Namen des abschüssigen Wiesenhanges, auf dem sie sich befand (siehe -wang), und wurde als „Siedlung beim Weideland des Alaho“ benannt. Etwas später wurde das Kloster Ellwangen gegründet und damit der Virngrund dauerhaft besiedelt.

### Städtische Geschichte

#### Kloster Ellwangen

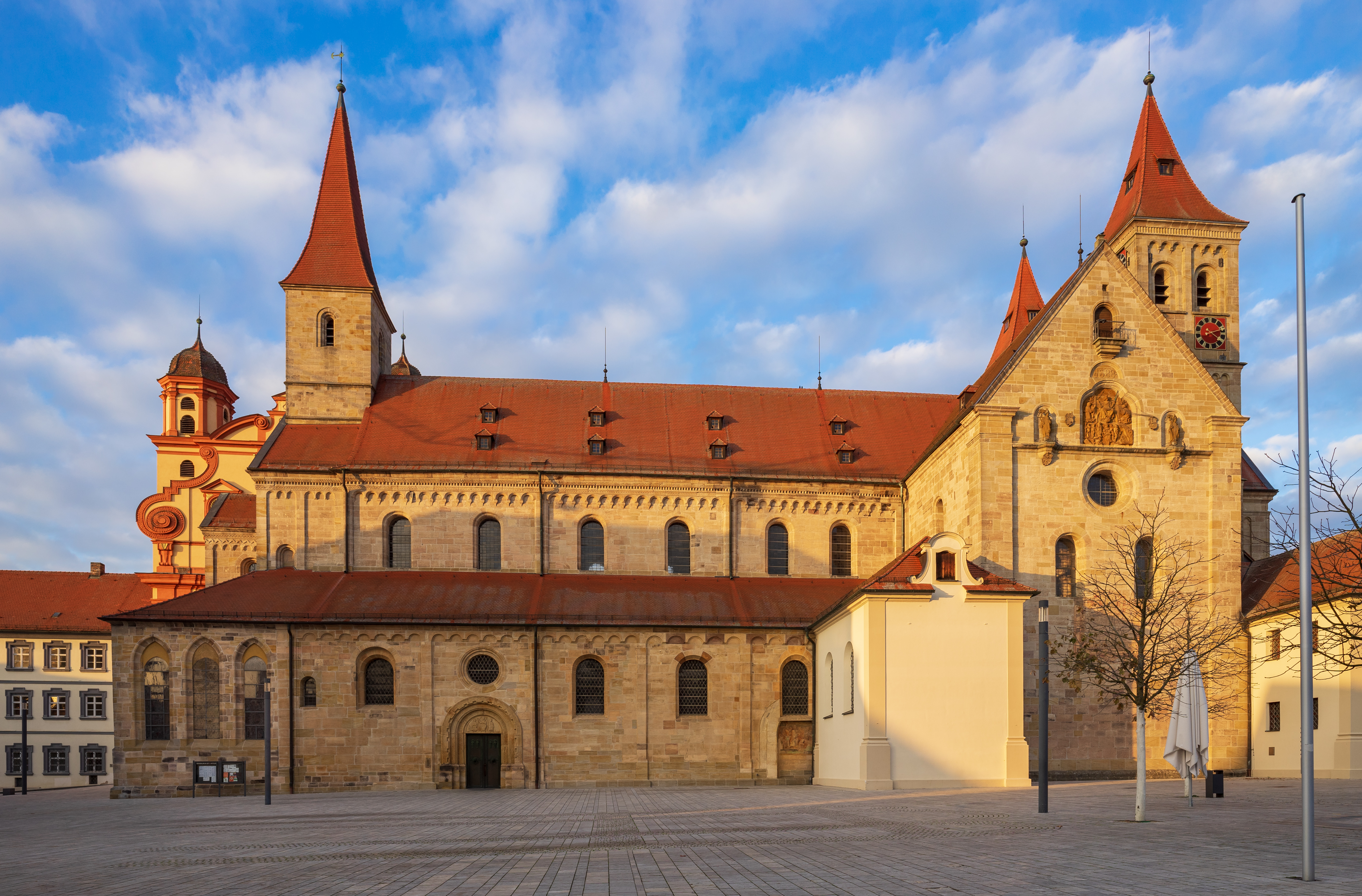
Die Stiftskirche des Klosters und heutige Basilika St. Vitus

Ellwangen entstand im 7. Jahrhundert als eine alamannische Siedlung am Stelzenbach. Im Grenzwald Virgunna zwischen Franken und Schwaben gründeten Hariolf und Erlolf (Bischof der französischen Stadt Langres) im Jahr 764 (750?) auf einem Hügel neben der Ansiedlung ein Benediktinerkloster. Die beiden Brüder entstammten einer bairisch-alamannischen Adelsfamilie. Diese war an einer Vielzahl von Klosterneugründungen im heutigen süddeutschen Raum beteiligt, so z. B. in Murrhardt, Schäftlarn und Neumünster. Allerdings musste die Familie wenige Jahre nach der Gründung ihr Kloster Ellwangen dem fränkischen König Karl dem Großen übertragen. Somit wurde das Ellwanger Kloster Königskloster. Erstmals erwähnt wurde das Kloster bereits am 8. April 814 in einer Urkunde Kaiser Ludwigs des Frommen (Elehenuuang). Seit 817 gehörte das Kloster zu den Reichsabteien. Aufgrund dieser Rechtsstellung begann das Kloster rasch zu wachsen und zählte schon zu Beginn des 9. Jahrhunderts weit über 100 Mönche. Die wirtschaftliche Entwicklung konnte damit zunächst nicht Schritt halten, insbesondere weil die Stiftungen urbaren Landes in der Region während der Gründungsphase des Klosters Ellwangens immer noch mehrheitlich an das Kloster Fulda gingen.
Der als Slawenapostel bekannte Byzantiner/Grieche Method von Saloniki soll aufgrund einer Verschwörung der bayerischen Bischöfe etwa zweieinhalb Jahre (870–873) im Kloster-Gefängnis inhaftiert gewesen sein. Für Ellwangen als Haftort sprechen unter anderem der Hinweis der Vita Methodii, wonach Method nach Schwaben verbannt wurde, und die Verwicklung des ehemaligen Ellwanger Abt-Stellvertreters Bischof Ermenrich von Passau in die Affäre. Method wurde 873 nach Intervention von Papst Johannes VIII. freigelassen.
Im 12. und 13. Jahrhundert entwickelte sich aus dem Wohnbereich der zum Kloster gehörenden Laien die Stadt, deren Bewohner jedoch unter der Oberhoheit des Abtes standen. Das Kloster wurde spätestens ab 1124 exemt, das heißt, es unterstand direkt dem Papst. Seine Äbte waren ab 1215 Reichsfürsten. Als Vögte sind um 1337 die Grafen von Oettingen nachgewiesen, denen der Abt 1381 dieses Amt abkaufte.
Der Abt vergab die städtischen Ämter jeweils für ein Jahr gegen eine Gebühr. Dies betraf sowohl den Stadtschultheißen als auch die Mitglieder des Gerichts, die zugleich den Rat bildeten. Selbst das Hirtenamt und das Amt des Bannwarts wurden auf diese Weise besetzt.

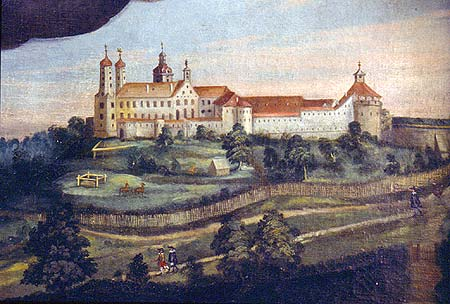
Historische Ansicht der fürstpröpstlichen Residenz, Schloss ob Ellwangen

#### Fürstpropstei Ellwangen
Nach einer fast 200 Jahre andauernden Phase des Niedergangs wurde das auch durch adlige Mönche nicht reformierbare Kloster 1460 in ein exemtes weltliches Chorherrenstift mit einem Fürstpropst und einem Stiftskapitel (zwölf adlige Kanoniker, zehn Chorvikare) umgewandelt. Der Propst residierte auf dem Schloss ob Ellwangen und hatte die kirchlichen Rechte eines Bischofs. Er unterhielt Militär zur Verteidigung der Propstei, welches in Friedenszeiten 40 Mann stark war. Das zugehörige Territorium umfasste zunächst die Ämter Ellwangen, Tannenburg und Kochenburg. 1471 kam das Amt Rötlen, 1545 Wasseralfingen und 1609 Heuchlingen dazu. Um 1800 war die Fürstpropstei im Ritterkanton Odenwald des Ritterkreises Franken immatrikuliert.
In Ellwangen verbreitete unter anderem der Stiftsprediger Johann Kreß ab 1524 die Ideen der Reformation. Der Ellwanger Pfarrer Georg Mumpach schlug in diesem Jahr 14 Artikel mit reformatorischen Forderungen an der Stiftskirche an. Als ihn daraufhin der Augsburger Bischof mit dem Kirchenbann belegte, stellte sich die Stadt hinter ihn. Die Chorherren wurden mit dem Tode bedroht und verließen größtenteils die Stadt. Mumpach erklärte 1525, die Leibeigenschaft sei aufgehoben und die Klöster sollten umgewandelt und zerstört werden. Auf seine Anregung hin sammelten sich die Ellwanger Bauern zu einem Haufen und erzwangen Einlass in Stadt und Schloss. Am 26. April 1525 mussten die Bürger die Zwölf Artikel annehmen. Etwa 2000 Bauern zogen anschließend in die Umgebung, plünderten das Kloster Mönchsroth und unterwarfen auch die Stadt Dinkelsbühl. In Ellwangen kam es ebenfalls zu Plünderungen und Zerstörungen, so dass die Bürger die Bauern schließlich aus der Stadt vertrieben. Am 17. Mai 1525 wurde der Ellwanger Haufen von Truppen des Schwäbischen Bundes endgültig geschlagen. Mumpach und Kreß wurden gefangen genommen, verurteilt und am 7. November 1525 in Lauingen enthauptet.
Seit dem späten 14. Jahrhundert hatte das Haus Württemberg die Schirmvogtei über Ellwangen inne. Herzog Christoph erreichte eine Ermäßigung der Brandschatzung von Ellwangen durch Markgraf Albrecht Alcibiades. Als der Hochmeister des Deutschen Ordens, Wolfgang Schutzbar genannt Milchling, das Amt des Fürstpropstes beanspruchte und 1553 Ellwangen besetzen ließ, rüstete der Herzog gegen ihn, so dass die Stadt wieder kampflos geräumt wurde.

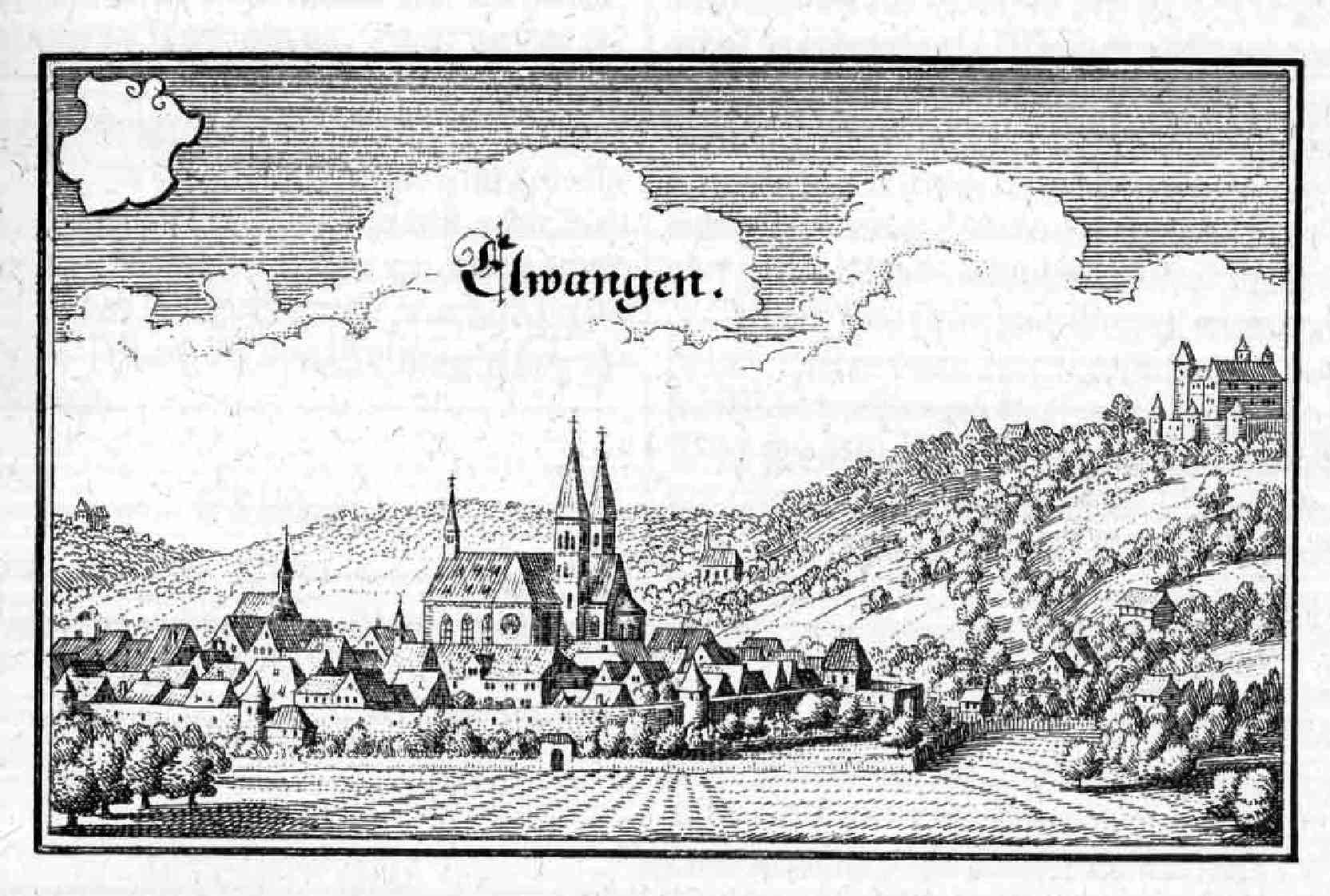
Ellwangen in Matthäus Merians Topographia Suaviae, die 1642 erschien

In den Jahren 1588 und 1611–1618 wurden etwa 450 Frauen und Männer während der Hexenprozesse in Ellwangen umgebracht. Damit wurde in Ellwangen, neben dem Hochstift Bamberg, die Hexenverfolgung am intensivsten betrieben. Im Jahr 2001 wurde von der katholischen Kirchengemeinde St. Vitus zur Erinnerung an die Hingerichteten der Hexenprozesse ein Mahnmal im Galgenwald in unmittelbarer Nähe der ehemaligen Richtstätte erstellt, gestaltet von Künstlerpfarrer Sieger Köder.
Im Dreißigjährigen Krieg führten zwischen den Jahren 1626 und 1635 Seuchen zu vielen Todesfällen in der Stadt. Ellwangen war der Katholischen Liga beigetreten und leistete hohe finanzielle Beiträge an dieses Bündnis. Die Stadt wurde am 22. Mai 1632 von den Schweden besetzt; König Gustav Adolf schenkte Ellwangen seinem Generalstatthalter Graf Kraft von Hohenlohe-Neuenstein. Dieser versuchte von Sommer 1633 an, über die Ausweisung der meisten Patres, Priester und Stiftsherren und das Verbot des katholischen Gottesdienstes in der Stiftskirche die Reformation durchzusetzen. Am 9. September 1634, drei Tage nach der Schlacht bei Nördlingen, räumte Hohenlohe-Neuenstein Ellwangen.
Zur Zeit der Fürstpropstei wurde der Stadtschultheiß vom Fürstpropst ernannt und besoldet. Die Ratsherren wurden vom Stadtrat vorgeschlagen und durch den Fürstpropst ernannt.

#### Württembergische Zeit

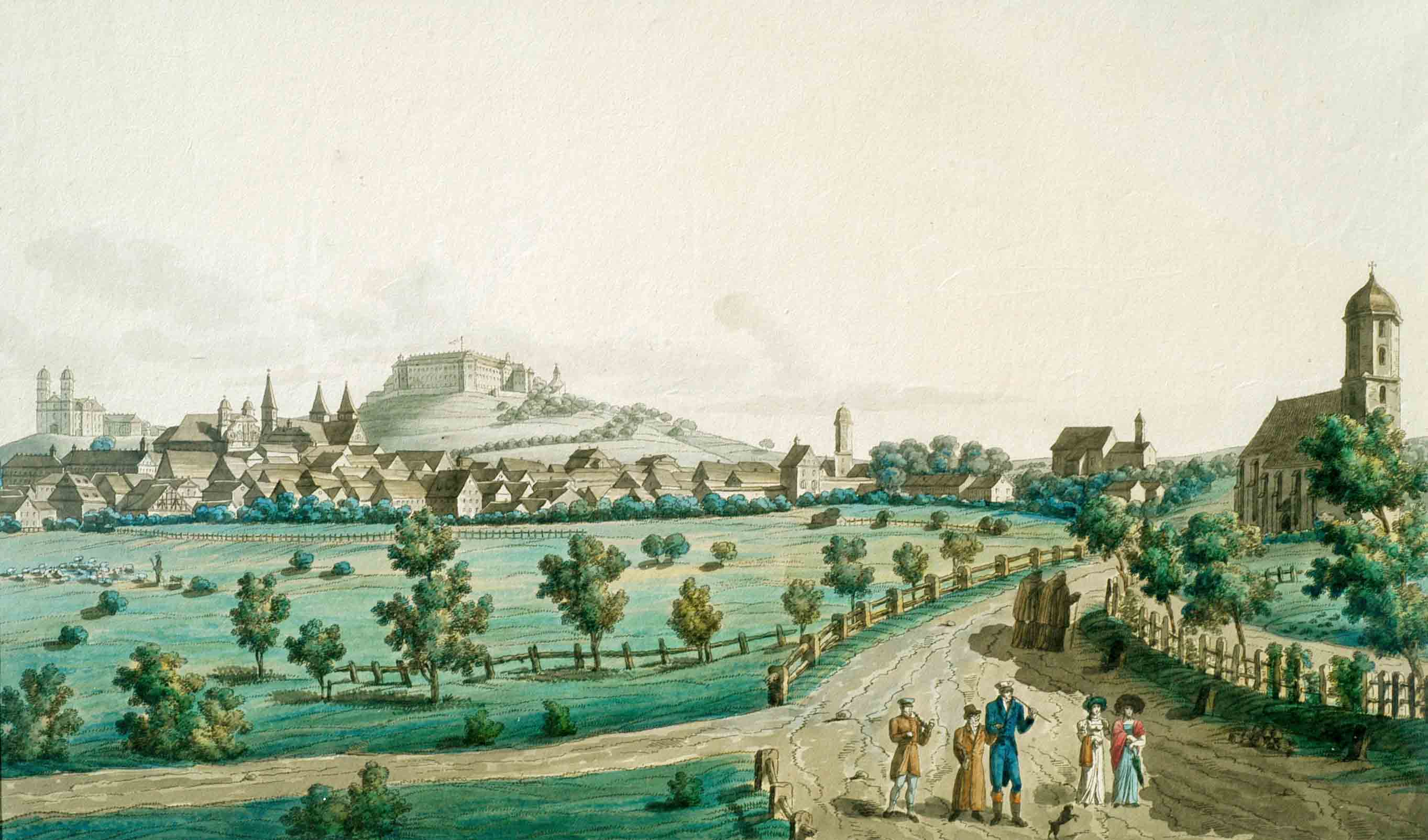
Ellwangen 1818, Ansicht von Louis Zadig

1802 wurde das Stift säkularisiert und Ellwangen Württemberg zugeordnet. Es war zunächst Sitz der Regierung von Neuwürttemberg. 1803 wurde es Sitz des Oberamtes Ellwangen, das 1806 Teil des Königreichs Württemberg wurde. 1807 wurde Ellwangen Sitz des Jagstkreises, der bis 1924 bestand. Der württembergische König wollte Ellwangen zum Sitz eines katholischen Bistums für sein Land machen; daher erhielt es 1812 ein Generalvikariat und ein Priesterseminar sowie eine katholisch-theologische Fakultät. Diese neu gegründete Universität Ellwangen wurde jedoch später Teil der Universität Tübingen, das Theologenkonvikt wurde 1817 nach Tübingen in das Collegium illustre, das Priesterseminar nach Rottenburg am Neckar verlegt, das 1821 Sitz des neuen Bistums für Württemberg wurde. Mit der Eröffnung der Oberen Jagstbahn wurde die Stadt 1866 an das Schienennetz der Württembergischen Eisenbahn angeschlossen.

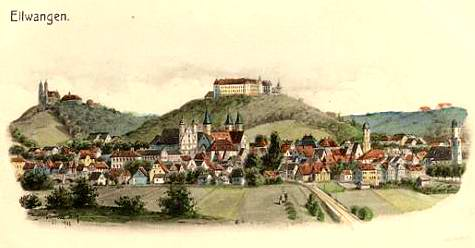
Ellwangen um 1900

Ellwangen wuchs über den Status einer württembergischen Kleinstadt mit Sitz eines Oberamtes nicht hinaus.
Zwischen 1916 und 1918 bestand am Stadtrand von Ellwangen auf der Wolfgangshöhe ein Barackenlager für etwa 600 gefangene Offiziere. Während der Novemberrevolution 1918 wurden in Ellwangen ein Arbeiter- und Soldatenrat sowie ein Bauernrat eingerichtet, größere Unruhen blieben aber aus. Bei den Wahlen zur Landesversammlung und zur Nationalversammlung im Januar 1919 wurde in Ellwangen mehrheitlich die Zentrumspartei gewählt.
Ellwangen blieb bis zum Ende der Weimarer Republik eine Hochburg der Zentrumspartei im Volksstaat Württemberg. Bei der Reichstagswahl am 5. März 1933 erreichte das Zentrum hier noch 63 % der Wählerstimmen, die NSDAP kam auf 25 %.

#### Zeit des Nationalsozialismus
Während der NS-Zeit in Württemberg wurde das Oberamt 1934 in Kreis Ellwangen umbenannt und 1938 aufgelöst. Seither gehörte das Gebiet zum Landkreis Aalen.
Im Zuge der Gleichschaltung wurde im Frühjahr 1933 der Gemeinderat aufgelöst und entsprechend den Stimmenanteilen bei der Reichstagswahl neu besetzt. Nach Auflösung der Zentrumspartei im Juli 1933 wurden die Anhänger des Zentrums im Rat bis Januar 1934 nach und nach durch Mitglieder der NSDAP ersetzt. Der langjährige Bürgermeister und Ehrenbürger Karl Ettensberger ersuchte im August 1933 um die Versetzung in den Ruhestand. Das Württembergische Innenministerium bestimmte den Kreisleiter Adolf Koelle zu seinem Nachfolger. In der ehemaligen Unteroffiziersschule wurde 1934 eine SS-Einheit stationiert. In diesem Jahr verschärfte sich der Konflikt zwischen Staatsmacht und katholischer Kirche, der gerade in Ellwangen zu großen Spannungen führte. Es kam unter anderem zu antikirchlichen Schmierereien, Spottprozessionen und Sachbeschädigungen, insbesondere durch SS-Angehörige. Zwischen Juli 1941 und Oktober 1942 bestand auf dem Gelände der SS-Kaserne eines der Außenlager des KZ Dachau. Dort waren hauptsächlich politische Gefangene und Schutzhäftlinge inhaftiert, fast ausnahmslos Deutsche. Sie wurden zu verschiedenen Arbeiten in der Kaserne eingesetzt. Von Juni 1943 bis Kriegsende gab es in Ellwangen ein Nebenlager des KZ Natzweiler/Elsass. Dort waren zwischen 50 und 100 Häftlinge aus verschiedenen Ländern untergebracht, die Bauarbeiten verrichten mussten.
Die Gefangenen des Hessentaler Todesmarsches durchquerten Ellwangen in den Morgenstunden des 7. April 1945. Am Bahnhof ließ man die 50 schwächsten Häftlinge zurück. Als einige in den umliegenden Häusern um Brot bettelten, wurden sie von den Wachen brutal zurückgetrieben. Danach fuhr man 20 tote und 8 lebende Gefangene in eine Sandgrube bei Dalkingen, erschoss die noch lebenden und verscharrte sie mit den toten. Das Gros der KZ-Häftlinge wurde ins nahe Neunheim weitergetrieben; auch dort wurden mindestens 23 Tote in einem Steinbruch verscharrt.
Im Zweiten Weltkrieg blieb Ellwangen von Luftangriffen verschont. Ein Artilleriebeschuss am 22. April 1945, kurz vor Einnahme der Stadt durch amerikanische Truppen, forderte fünf Todesopfer, 24 Gebäude wurden zerstört.

#### Nachkriegszeit
1945 wurde Ellwangen Teil der Amerikanischen Besatzungszone und gehörte somit zum neu gegründeten Land Württemberg-Baden, das 1952 im jetzigen Bundesland Baden-Württemberg aufging.
Durch den Zuzug vieler Heimatvertriebener vor allem aus dem südlichen Böhmerwald erhöhte sich die Einwohnerzahl nach dem Zweiten Weltkrieg um rund 50 Prozent. Nach Eingemeindungen im Rahmen der Gebietsreform in Baden-Württemberg der 1970er Jahre erreichte das Stadtgebiet seine heutige Ausdehnung, und die Einwohnerzahl stieg 1972 auf über 20.000. Daraufhin stellte die Stadtverwaltung den Antrag auf Erhebung zur Großen Kreisstadt, die die baden-württembergische Landesregierung mit Wirkung vom 1. Februar 1972 beschloss. Die Region Ellwangen nahm zudem mit der Fertigstellung der Bundesautobahn 7 und der Anschlussstelle Ellwangen in der Mitte der 1980er Jahre einen enormen wirtschaftlichen Aufschwung.
Bei der Kreisreform zum 1. Januar 1973 wurde Ellwangen Teil des Ostalbkreises.

### Geschichte der Garnisonsstadt Ellwangen
Erste Soldaten in Ellwangen wurden bereits 980 in den Aufzeichnungen des Klosters Ellwangen erwähnt. 40 Panzerreiter soll das Ellwanger Stift für Otto II. zum Kampf gegen Aufständische in Italien zur Verfügung gestellt haben. 1455 stellte Ellwangen 30 Mann für einen Krieg gegen die Türken. Graf Ulrich von Württemberg forderte 1460 von der Stadt Soldaten für Feldzüge gegen die Pfalz und Bayern. Im Oktober desselben Jahres forderte er erneut Soldaten, diesmal 30 Reiter und 200 Mann zu Fuß. In der Folgezeit blieb Ellwangen längere Zeit ohne Garnison. Von 1705 bis 1707 bezog die Reiterei der schwäbischen Kreistruppen Quartier im Schloss ob Ellwangen. In den Koalitionskriegen 1792 bis 1815 kämpften auch wieder Kontingente der Stadt. Mit der Säkularisation und dem Beginn der württembergischen Regentschaft in Ellwangen 1802 rückten württembergische Truppen mit 624 Mann vom Bataillon Oberniz, 13 Mann Artillerie mit zwei Kanonen und 78 Chevauxlegers in kriegsmäßiger Ausrüstung in die Stadt ein. Ellwangen wurde württembergische Friedensgarnison und erhielt ein neu aufgestelltes Infanteriebataillon Erbprinz. Als Kaserne diente das frühere Jesuitenkloster in der Stadtmitte. In den Folgejahren wurde die Garnison ständig verstärkt. Die Zahl der Soldaten stieg bis zum Jahre 1812 auf 1550 an. Nachdem die Armee Württembergs im napoleonischen Russlandfeldzug 1812 schwerste Verluste erlitten hatte, wurde die Ellwanger Garnison 1820 aufgelöst. Lediglich ein Bezirkskommando verblieb bis 1909 im Schloss Ellwangen. 1909 bezog es einen Neubau an der Bergstraße (Berg-Kaserne).
1914 beschloss die württembergische Armee, am Standort Ellwangen eine Unteroffiziersvorschule einzurichten. Umfangreiche Neubauten und die Grundsteinlegung der Mühlberg-Kaserne (ab 1968 Reinhardt-Kaserne) folgten noch während des Ersten Weltkriegs. Ellwangen wurde zu einer der wichtigsten Garnisonen in Württemberg. Aufgrund der Vorgaben des Versailler Vertrags musste der Standort Ellwangen jedoch 1921 aufgelöst werden. Zunächst dienten die Gebäude der Unterbringung der Bereitschaftspolizei und später dann dem evangelischen Landeswaisenhaus Württemberg als Unterkunft. Ab 1933 bezog die SS die Kasernengebäude: im August 1933 zunächst die „Politische Bereitschaft Württemberg“, 1934 umstrukturiert und umbenannt in den „III. Sturmbann“ der SS-Standarte „Deutschland“ der SS-Verfügungstruppe, nach Beginn des Krieges 1939 diverse Ausbildungs- und Ersatzeinheiten der Waffen-SS und der Wehrmacht. Es erfolgten umfangreiche Erweiterungsmaßnahmen. Während der Kriegsjahre reichten die Räume des Kasernengeländes nicht mehr aus, und es wurden Gebäude in der Stadt Ellwangen beschlagnahmt, unter anderem die ehemalige Bergkaserne und das Josefinum. Im April 1945 fielen 36 Soldaten der Ellwanger Garnison dem Massaker von Lippach zum Opfer.
Nach Kriegsende waren zeitweise Einheiten der US Army in der Mühlbergkaserne stationiert, bis dann schließlich das gesamte Gelände 1956 von der Bundeswehr bezogen wurde. Das Kasernengelände wurde dabei erheblich erweitert. In Dalkingen und am Schönenberg entstanden Standortübungsplätze. Von 1958 bis 2008 befand sich in Ellwangen der Stab der Panzergrenadier- bzw. Panzerbrigade 30. Ende Januar 2014 wurde der letzte militärische Verband am Standort, das Transportbataillon 465, aufgelöst. In Ellwangen verblieb lediglich das Sprachenzentrum Süd des Bundessprachenamtes.

### Einwohnerentwicklung

Einwohnerentwicklung von Ellwangen von 1803 bis 2017

Im Mittelalter und der frühen Neuzeit war Ellwangen nur eine sehr kleine Stadt mit wenigen hundert Einwohnern. Die Bevölkerungszahl wuchs nur langsam und ging durch die zahlreichen Kriege, Seuchen und Hungersnöte immer wieder zurück. Erst durch den Beginn der Industrialisierung und den Bau der oberen Jagsttalbahn im 19. Jahrhundert beschleunigte sich das Bevölkerungswachstum. Lebten 1803 erst 2.451 Menschen in der Stadt, so waren es 1910 bereits doppelt so viele. Auch danach stieg die Bevölkerungszahl weiter. 1939 hatte Ellwangen 9.415 Einwohner.
Durch den Zustrom von Flüchtlingen und Vertriebenen aus den deutschen Ostgebieten nach dem Zweiten Weltkrieg stieg die Bevölkerung der Stadt bis 1961 auf 12.538.
Der Zusammenschluss mit den ehemals selbstständigen Gemeinden Schrezheim, Pfahlheim, Rindelbach und Röhlingen 1975 brachte einen Zuwachs auf 21.994 Einwohner. Ende 2000 war die Einwohnerzahl auf 24.836 Personen gestiegen. Im Jahr 2015 erreichte die „amtliche Einwohnerzahl“ Ellwangens nach Fortschreibung des Statistischen Landesamtes Baden-Württemberg (nur Hauptwohnsitze und nach Abgleich mit den anderen Landesämtern) mit 26.574 ihren bisherigen Höchststand.
Die folgende Übersicht zeigt die Einwohnerzahlen nach dem jeweiligen Gebietsstand. Bis 1871 handelt es sich meist um Schätzungen, danach um Volkszählungsergebnisse (¹) oder amtliche Fortschreibungen des Statistischen Landesamtes. Die Angaben beziehen sich ab 1871 auf die „Ortsanwesende Bevölkerung“, ab 1925 auf die Wohnbevölkerung und seit 1987 auf die „Bevölkerung am Ort der Hauptwohnung“. Vor 1871 wurde die Einwohnerzahl nach uneinheitlichen Erhebungsverfahren ermittelt.
| Jahr               | Einwohner |
| ------------------ | --------- |
| 1803 ²             | 2.451     |
| 1810 ²             | 2.032     |
| 1823 ²             | 2.608     |
| 1843 ²             | 3.802     |
| 1861 ²             | 3.623     |
| 1. Dezember 1871 ² | 4.145     |
| 1. Dezember 1880 ¹ | 4.697     |
| 1. Dezember 1890 ¹ | 4.606     |
| 1. Dezember 1900 ¹ | 4.747     |
| 1. Dezember 1910 ¹ | 4.722     |
| 16. Juni 1925 ¹    | 5.653     |
| 16. Juni 1933 ¹    | 5.924     |
| 17. Mai 1939 ¹     | 6.944     |
| 1946 ²             | 9.415     |

| Jahr                 | Einwohner |
| -------------------- | --------- |
| 13. September 1950 ¹ | 10.390    |
| 6. Juni 1961 ¹       | 12.538    |
| 27. Mai 1970 ¹       | 13.155    |
| 31. Dezember 1975 ²  | 21.994    |
| 31. Dezember 1980 ²  | 21.242    |
| 25. Mai 1987 ¹       | 21.538    |
| 31. Dezember 1990 ²  | 22.594    |
| 31. Dezember 1995 ²  | 24.153    |
| 31. Dezember 2000 ²  | 24.836    |
| 31. Dezember 2005 ²  | 25.260    |
| 31. Dezember 2010 ²  | 24.589    |
| 9. Mai 2011 ¹        | 23.677    |
| 30. Juni 2011 ²      | 23.689    |
| 31. Dezember 2011 ²  | 23.715    |

| Jahr               | Einwohner |
| ------------------ | --------- |
| 30. Juni 2012      | 23.697    |
| 31. Dezember 2012  | 23.622    |
| 30. Juni 2013      | 23.557    |
| 31. Dezember 2013  | 23.555    |
| 30. Juni 2014      | 23.597    |
| 31. Dezember 2014  | 23.626    |
| 30. Juni 2015      | 24.942    |
| 30. September 2015 | 26.196    |
| 31. Dezember 2015  | 26.574    |
| 30. Juni 2016      | 24.165    |
| 31. Dezember 2016  | 24.643    |
| 30. Juni 2017      | 24.351    |
| 31. Dezember 2017  | 24.339    |
| 31. Dezember 2020  | 24.477    |

¹ Volkszählungsergebnis

### Eingemeindungen
In die Stadt Ellwangen wurden folgende Gemeinden eingegliedert:
- 1. Januar 1972: Rindelbach, Röhlingen und Schrezheim[22]
- 1. Januar 1973: Pfahlheim[22]

## Religionen

### Christentum

#### Katholische Kirche

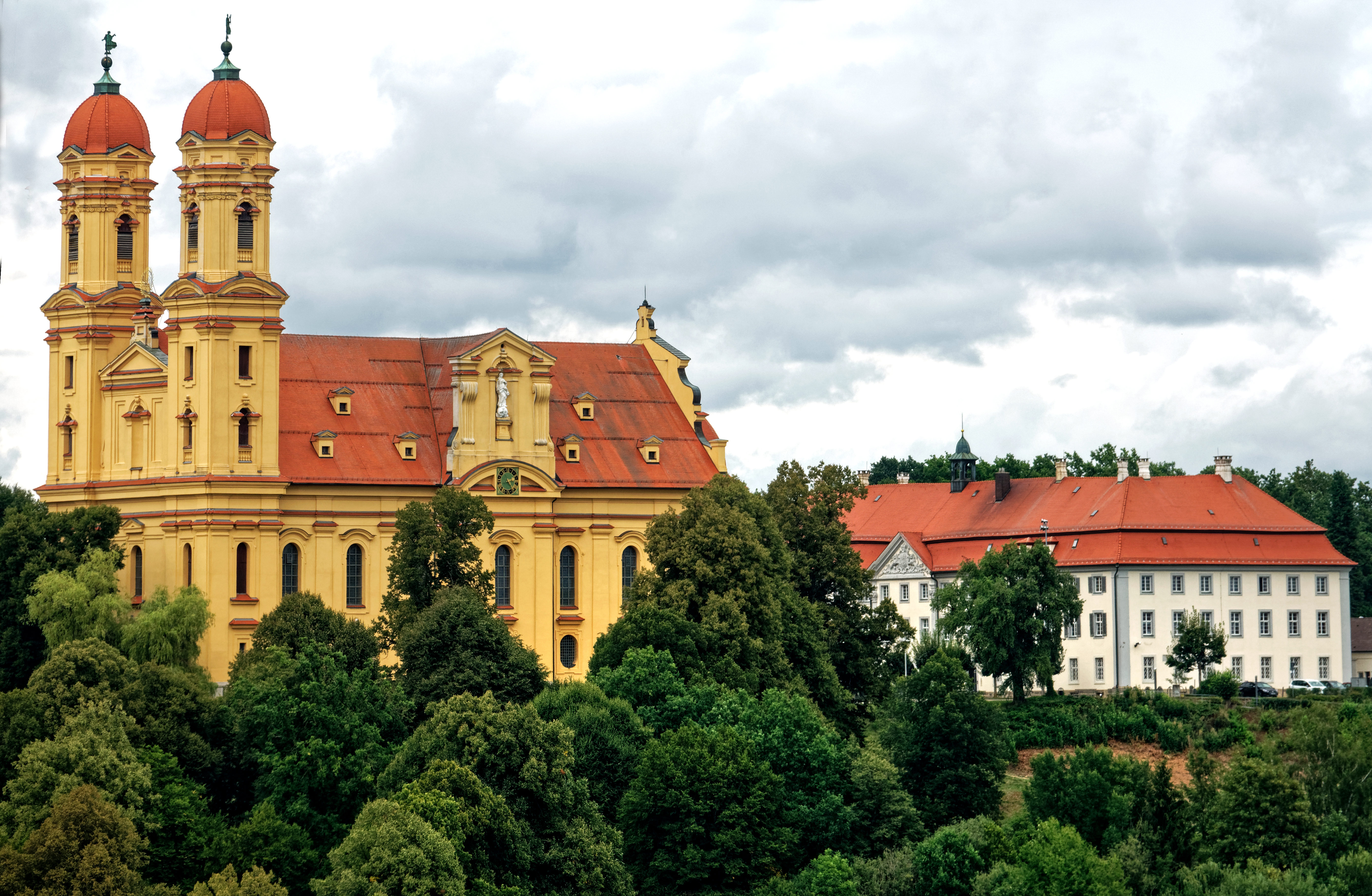
Blick auf die Schönenbergkirche

Ellwangen war ursprünglich Teil des Bistums Augsburg. Das Kloster Ellwangen mit der Stiftskirche wurde spätestens 1124 exemt, das heißt, unabhängig vom Bischof und nur dem Papst unterstellt. Die Stadt selbst und andere Ellwanger Kirchen und Kapellen gehörten weiterhin zum Bistum Augsburg.
Neben der Stiftskirche St. Vitus gab es seit dem 13. Jahrhundert auch eine Pfarrkirche für die Stadt, die Marienkirche.
Im Jahre 1460 wurde das Kloster Ellwangen in ein weltliches Chorherrenstift umgewandelt.
Ab 1524 gab es Bestrebungen, die Reformation einzuführen; doch scheiterte dies am Widerstand des Fürstpropstes Heinrich von der Pfalz.
Bereits 1568 besuchte der erste deutsche Jesuit Petrus Canisius auf Wunsch des Fürstpropstes von Ellwangen, Kardinal Otto Truchseß von Waldburg, die Stadt Ellwangen.
In den darauffolgenden Jahren kamen öfters Jesuiten aus dem nahen Dillingen zur Seelsorge in die Stadt. Eine erste kleine Niederlassung wurde 1611 erbaut. Entsprechend dem Wunsch nach einer größeren Niederlassung kamen 1658 vier Jesuitenpatres in die Stadt.
Zu ihren Aufgaben gehörten die fürstliche Beichte, die Betreuung der Wallfahrt auf den Schönenberg und vor allem der Aufbau eines Gymnasiums. Dieses wurde noch im selben Jahr mit vier Klassen eröffnet und innerhalb kurzer Zeit auf sechs Klassen ausgebaut. Aufgrund des hohen Zuspruchs aus der Bevölkerung wurde die Schule in den Jahren 1723–1729 um den philosophischen Kurs erweitert. In denselben Zeitraum fällt auch die Errichtung einer Jesuitenkirche in unmittelbarer Nachbarschaft der Seminargebäude.
Ein wichtiges Ereignis war das Wirken des Exorzisten und Wunderheilers Johann Joseph Gaßner (1727–1779) im Jahr 1774 in Ellwangen. Er wurde von Fürstpropst Anton Ignaz von Fugger-Glött berufen und hatte großen Zulauf aus ganz Süddeutschland.
Mit der Säkularisation wurde das Jesuitenkolleg am 21. Dezember 1802 durch den württembergischen Herzog Friedrich II. aufgehoben; seine Gebäude einschließlich der Kirche fielen in staatlichen Besitz.

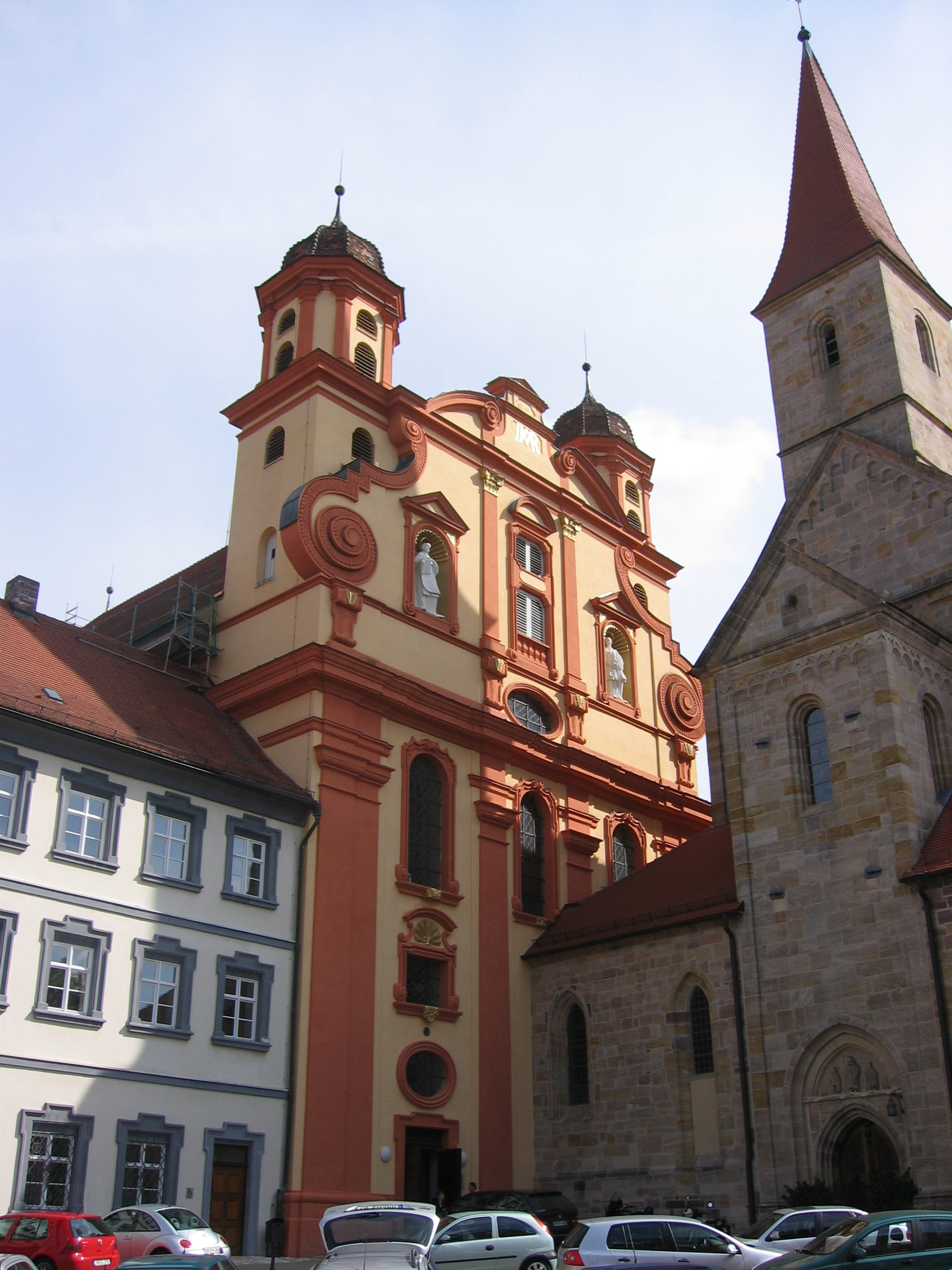
Blick auf die Fassade der evangelischen Stadtkirche. Rechts im Bild die Basilika St. Vitus

Im Zuge der Umstrukturierung nach der Gründung einer evangelischen Gemeinde in der bis zum Anschluss an Württemberg rein katholischen Stadt wurden 1818 die beiden katholischen Pfarreien der Stiftskirche und der Marienkirche vereinigt. Seither war St. Vitus die alleinige katholische Pfarrkirche, die nach Gründung des Bistums Rottenburg Sitz eines Dekanats wurde.
1969 wurde die alte St.-Wolfgang-Kirche, ein ursprünglich als Friedhofskirche außerhalb der Stadtmauern erbautes gotisches Gotteshaus, die zweite Pfarrkirche Ellwangens. Diese betreut seither auch die Katholiken aus dem Teilort Schrezheim. Aufgrund der rasch wachsenden Bevölkerung Ellwangens wurde die Heilig-Geist-Kirche, die 1973 in Fertigbauweise errichtet wurde, die dritte Pfarrkirche. Diese drei Pfarreien bilden heute mit der Filialkirchengemeinde St. Patricius Eggenrot die Seelsorgeeinheit 7 des Dekanats Ostalb mit 8.200 Katholiken.
Auch die heute zu Ellwangen gehörenden Nachbardörfer blieben nach der Reformation katholisch. Die Kirchengemeinden sind zur Seelsorgeeinheit 8 – Pater Philipp Jeningen des Dekanats Ostalb zusammengeschlossen. Dazu gehören die Pfarrei Zu unserer lieben Frau (Schönenbergkirche, sie betreut auch die Katholiken aus Rindelbach), die Pfarrei St. Petrus und Paulus Röhlingen, die Pfarrei St. Johann Baptist Beersbach und die Pfarrei St. Nikolaus Pfahlheim.

#### Evangelische Kirche
Bereits im 16. Jahrhundert, der Zeit des Bauernkrieges, entschieden sich einige Bürger für den evangelischen Glauben. Fürstpropst Kardinal Otto von Waldburg setzte aber durch, dass die Stadt und mit ihr die gesamte Fürstpropstei rein katholisch blieb.
Erst nach dem Übergang an Württemberg kamen wieder Protestanten im Zuge der Einrichtung einer Garnison nach Ellwangen. Bereits 1802 wurde die mit der katholischen Stiftskirche nach wie vor baulich verbundene ehemalige Jesuitenkirche evangelische Garnisonskirche. Sie war zunächst dem Dekanat Heidenheim und ab 1810 dem Dekanat Aalen zugeordnet. Obwohl in den Folgejahren der Garnisonsstandort Ellwangen aufgelöst wurde und die Zahl der Protestanten damit wieder abnahm, wurde 1817 ein Stadtpfarramt eingerichtet; die ehemalige Jesuitenkirche wurde die erste protestantische Pfarrkirche Ellwangens. Durch die Errichtung von Landesbehörden wuchs die Zahl der Protestanten in der Stadt erneut an. Heute beträgt sie mit 5474 (1. Januar 2003) ungefähr ein Fünftel der Gesamtbevölkerung Ellwangens. Die Kirchengemeinde, die auch die Protestanten in den Stadtteilen Rindelbach und Schrezheim umfasst, gehört zum Kirchenbezirk Aalen innerhalb der Evangelischen Landeskirche in Württemberg. Die Protestanten in den Stadtteilen Pfahlheim und Röhlingen gehören zur Kirchengemeinde Unterschneidheim-Walxheim.

#### Orthodoxe Kirche
In Ellwangen gibt es eine Methodius-Kapelle und einen Method-Platz mit Gedenktafeln der Bulgaren, der Mazedonier und der Slowaken. Um den Tag der bulgarischen Bildung, der Kultur und der kyrillischen Schrift (24. Mai) herum findet jährlich eine Wallfahrt mit Gottesdienst in St. Vitus statt. Diese geht darauf zurück, dass der Heilige Method, der Slawenapostel, in Ellwangen inhaftiert gewesen sein soll.

#### Andere Kirchen
Neben den beiden großen Kirchen gibt es in Ellwangen auch Freikirchen und freie Gemeinden, darunter die Freie-Evangeliums-Gemeinde (Baptisten) Ellwangen e. V. und die Christus-Gemeinde Ellwangen e. V. Auch die Neuapostolische Kirche, die Zeugen Jehovas und die Kirche Jesu Christi der Heiligen der Letzten Tage (Mormonen) sind in Ellwangen vertreten.

### Judentum
Bereits im Mittelalter gab es eine jüdische Gemeinde in der Stadt. Durch Seuchen und Verfolgung war Ellwangen spätestens Mitte des 14. Jahrhunderts ohne Einwohner jüdischen Glaubens. Erst Mitte des 17. Jahrhunderts siedelten wieder Juden im Raum Ellwangen. Ihre Zahl wuchs rasch an, so dass 1870 erneut eine jüdische Gemeinde gegründet werden konnte. Diese wurde dem Bezirksrabbinat Oberdorf am Ipf zugeteilt. 1885 zählte die Gemeinde 99 Mitglieder. Obwohl der Anteil an der Gesamtbevölkerung damit relativ gering war, trugen die Familien doch entscheidend zur Wirtschaftskraft bei. Sie waren als Viehhändler tätig, betrieben eine Hadernfabrik, eine Gastwirtschaft, ein Antiquariat mit Buchhandlung, einen Landmaschinenhandel sowie eine Druckerei mit Zeitungsverlag.
Ende des 19. Jahrhunderts begann die Zahl der Juden zurückzugehen, meist durch Abwanderung in größere Städte. 1933 lebten noch 15 jüdische Einwohner in der Stadt. Zwei Jahre später wurde die Gemeinde aufgelöst. Erhalten sind bis heute die Gebäude der jüdischen Betsäle und der jüdische Friedhof.
Die Verstorbenen mussten lange Zeit auf dem jüdischen Friedhof in Aufhausen bestattet werden; erst 1901 wurde in Ellwangen ein jüdischer Friedhof am Hungerberg angelegt. Der Friedhof wurde 1943 aufgehoben und die Steine 1944 abtransportiert, um dort einen Kinderspielplatz anlegen zu können. Der Spielplatz wurde nicht mehr gebaut. Der amerikanische Offizier Eric Levi, Sohn eines 1938 in die USA ausgewanderten Ellwanger Viehhändlers, ordnete 1945 an, die Grabsteine wieder aufzustellen. Bei dieser Arbeit mussten auch ehemalige NSDAP-Mitglieder mithelfen.

### Islam
Muslime in Ellwangen nutzen die Bilal-i Habeschi Moschee (Bilal-i Habeşi Camii), die nach Bilal benannt und der DİTİB angegliedert ist.

## Politik

### Gemeinderat
Der Gemeinderat besteht aus gewählten ehrenamtlichen Gemeinderäten und dem Oberbürgermeister als ebenfalls stimmberechtigtem Vorsitzenden. In Ellwangen wird der Gemeinderat nach dem Verfahren der unechten Teilortswahl gewählt. Dabei kann sich die Zahl der Gemeinderäte durch Überhangmandate verändern. Seit der letzten Wahl am 9. Juni 2024 umfasst der Gemeinderat 32 gewählte Mitglieder (vorher: 33) für eine Amtszeit von fünf Jahren. Die Wahl führte zu folgendem Ergebnis (im Vergleich zu den Ergebnissen der vorletzten Wahl 2019):
| Parteien und Wählergemeinschaften | Parteien und Wählergemeinschaften           | % 2024 | Sitze 2024 | % 2019 | Sitze 2019 | Kommunalwahl 2024 %403020100 38,1 %35,1 %14,9 %11,9 % CDUFWGrüneSPDGewinne und Verlusteim Vergleich zu 2019 %p 4 2 0 −2 −4+2,4 %p+1,9 %p−3,8 %p−0,5 %pCDUFWGrüneSPD |
| CDU                               | Christlich Demokratische Union Deutschlands | 38,1   | 12         | 35,7   | 12         | Kommunalwahl 2024 %403020100 38,1 %35,1 %14,9 %11,9 % CDUFWGrüneSPDGewinne und Verlusteim Vergleich zu 2019 %p 4 2 0 −2 −4+2,4 %p+1,9 %p−3,8 %p−0,5 %pCDUFWGrüneSPD |
| FBE                               | Freie Wähler – Freie Bürger Ellwangen e. V. | 35,1   | 11         | 33,2   | 11         | Kommunalwahl 2024 %403020100 38,1 %35,1 %14,9 %11,9 % CDUFWGrüneSPDGewinne und Verlusteim Vergleich zu 2019 %p 4 2 0 −2 −4+2,4 %p+1,9 %p−3,8 %p−0,5 %pCDUFWGrüneSPD |
| GRÜNE                             | Bündnis 90/Die Grünen                       | 14,9   | 05         | 18,7   | 06         | Kommunalwahl 2024 %403020100 38,1 %35,1 %14,9 %11,9 % CDUFWGrüneSPDGewinne und Verlusteim Vergleich zu 2019 %p 4 2 0 −2 −4+2,4 %p+1,9 %p−3,8 %p−0,5 %pCDUFWGrüneSPD |
| SPD                               | Sozialdemokratische Partei Deutschlands     | 11,9   | 04         | 12,4   | 04         | Kommunalwahl 2024 %403020100 38,1 %35,1 %14,9 %11,9 % CDUFWGrüneSPDGewinne und Verlusteim Vergleich zu 2019 %p 4 2 0 −2 −4+2,4 %p+1,9 %p−3,8 %p−0,5 %pCDUFWGrüneSPD |
| Gesamt                            | Gesamt                                      | 100,0  | 32         | 100,0  | 33         | Kommunalwahl 2024 %403020100 38,1 %35,1 %14,9 %11,9 % CDUFWGrüneSPDGewinne und Verlusteim Vergleich zu 2019 %p 4 2 0 −2 −4+2,4 %p+1,9 %p−3,8 %p−0,5 %pCDUFWGrüneSPD |
| Wahlbeteiligung                   | Wahlbeteiligung                             | 62,5 % | 62,5 %     | 61,8 % | 61,8 %     | Kommunalwahl 2024 %403020100 38,1 %35,1 %14,9 %11,9 % CDUFWGrüneSPDGewinne und Verlusteim Vergleich zu 2019 %p 4 2 0 −2 −4+2,4 %p+1,9 %p−3,8 %p−0,5 %pCDUFWGrüneSPD |

| Parteien und Wählergemeinschaften | Parteien und Wählergemeinschaften           | % 2014 | Sitze 2014 | % 2009 | Sitze 2009 | % 2004 | Sitze 2004 | % 1999 | Sitze 1999 | % 1994 | Sitze 1994 | % 1989 | Sitze 1989 | % 1984 | Sitze 1984 |
| --------------------------------- | ------------------------------------------- | ------ | ---------- | ------ | ---------- | ------ | ---------- | ------ | ---------- | ------ | ---------- | ------ | ---------- | ------ | ---------- |
| CDU                               | Christlich Demokratische Union Deutschlands | 47,3   | 17         | 47,1   | 18         | 49,6   | 19         | 56,0   | 20         | 54,9   | 20         | 55,1   | 20         | 63,3   | 21         |
| FW                                | Freie Wähler                                | 26,2   | 09         | 27,1   | 10         | 18,3   | 07         | 04,6   | 01         | 09,3   | 03         | 09,4   | 02         | –      | –          |
| SPD                               | Sozialdemokratische Partei Deutschlands     | 12,2   | 04         | 10,8   | 04         | 14,6   | 05         | 19,3   | 06         | 19,4   | 07         | 19,8   | 07         | 19,3   | 06         |
| Grüne                             | Bündnis 90/Die Grünen                       | 14,3   | 05         | 15,0   | 05         | 13,7   | 05         | 10,6   | 03         | 10,0   | 03         | 04,9   | 01         | 06,0   | 01         |
| EFL                               | Ellwanger Frauen Liste                      | –      | –          | –      | –          | 03,9   | 01         | 07,7   | 02         | 06,0   | 02         | 10,7   | 03         | 11,4   | 03         |
| Andere                            | Sonstige Parteien                           | –      | –          | –      | –          | –      | –          | 01,8   | 0          | 00,4   | 0          | –      | –          | –      | –          |
| Gesamt                            | Gesamt                                      | 100    | 35         | 100    | 37         | 100    | 37         | 100    | 32         | 100    | 35         | 100    | 34         | 100    | 31         |
| Wahlbeteiligung                   | Wahlbeteiligung                             | 50,1 % | 50,1 %     | 51,8 % | 51,8 %     | 53,6 % | 53,6 %     | 56,7 % | 56,7 %     | 67,0 % | 67,0 %     | 64,7 % | 64,7 %     | 67,3 % | 67,3 %     |

In den vier Stadtteilen Pfahlheim, Rindelbach, Röhlingen und Schrezheim bestehen zudem Ortschaftsräte.
Darüber hinaus besteht in Ellwangen seit 2017 als Interessensvertretung für Kinder und Jugendliche ein Jugendrat. Ihm gehören 28 Mitglieder an, die als Vertreter der weiterführenden Ellwanger Schulen und des Berufsschulzentrums gewählt werden.
Die Wahlergebnisse bei den Kommunal-, Landtags-, Bundestags- und Europawahlen in den Jahren 2009–2021 lagen in den folgenden Bereichen: CDU 22–58 %, SPD 7–20 %, Grüne 7–23 %, FDP 3–15 %, AfD 2–14 %, Linke 2–5 %.

### Bürgermeister
An der Spitze der Stadt Ellwangen stand der vom Abt bzw. Propst ernannte Stadtvogt. Die Ellwanger Chronik führt den Stadtgründer Hariolf als ersten Abt und zugleich Stadtoberhaupt an, welcher von 764 bis 780 amtierte. Ab der zweiten Hälfte des 18. Jahrhunderts wurde das Stadtoberhaupt auch Vizedom genannt. Daneben gab es einen Stadtschultheiß, dessen Amt ebenfalls vom Abt oder dem Propst verliehen wurde. Das Stadtgericht war zugleich der Rat.
Nach dem Übergang an Württemberg wurde 1819 das Amt des Stadtschultheißen eingeführt. Ab 1930 führte dieser die Amtsbezeichnung Bürgermeister, und seit der Erhebung zur Großen Kreisstadt am 1. Februar 1972 trägt das Stadtoberhaupt die Amtsbezeichnung Oberbürgermeister. Dieser wird heute von den Wahlberechtigten auf acht Jahre direkt gewählt. Er ist Vorsitzender des Gemeinderats. Sein Stellvertreter ist der Erste Beigeordnete mit der Amtsbezeichnung Bürgermeister.

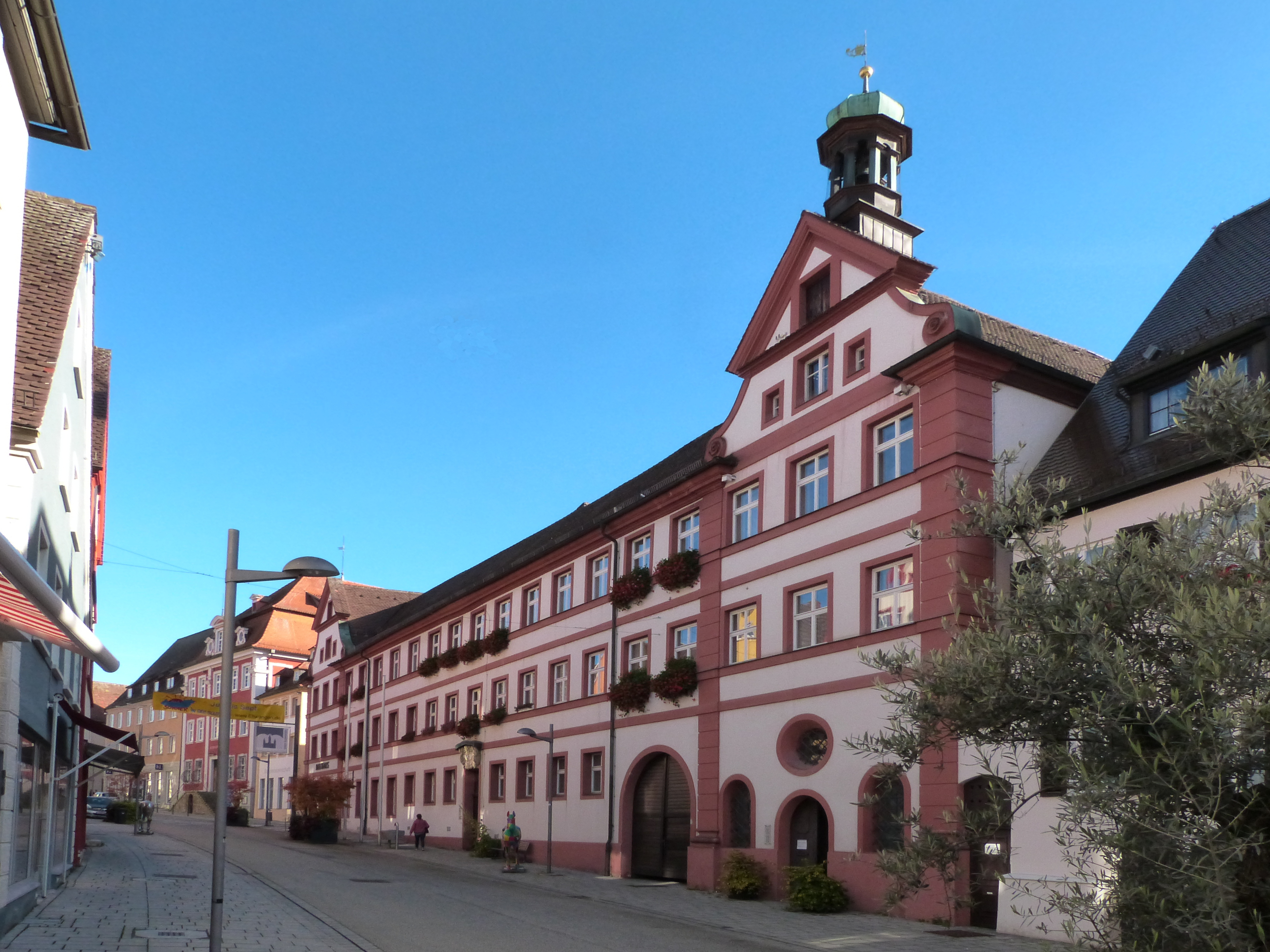
Ehemaliges Spital, heute Rathaus der Stadt Ellwangen

| - 1819–1860: Ulrich Rettenmaier - 1861–1881: Johann Leonhard Bayrhammer - 1881–1903: Hermann Mayrhausen - 1903–1933: Karl Ettensperger - 1933–1942: Adolf Kölle - 1942–1945: Friedrich Wilhelm Erbacher - 1945: Hugo-Wilhelm Oechsle | - 1945–1946: Otto Schreiner - 1946–1954: Alois Seibold - 1954–1962: Alois Rothmaier - 1962–1982: Karl Wöhr - 1982–1995: Stefan Schultes - 1995–2003: Hans-Helmut Dieterich - 2003–2019: Karl Hilsenbek - seit 2019: Michael Dambacher |

### Wappen und Flagge
Das Wappen der Stadt Ellwangen zeigt in Blau ein durchgehendes rotes Andreaskreuz, bewinkelt von vier goldenen Lilien. Die Stadtflagge ist blau-rot. Das Ellwanger Stiftskapitel hatte sich 1480 in Langres nach dem Wappen des Klostergründers Hariolf erkundigt und war auf das Wappen des Bistums Langres verwiesen worden. Die Bischöfe von Langres waren seit Beginn des 13. Jahrhunderts Pairs von Frankreich und trugen seither die Lilie der französischen Könige in ihrem Wappen. Das Wappen wird seit 1802/03 in der heutigen Form geführt.
|  | 00Banner: „Das Banner ist blau-rot gespalten mit dem aufgelegten Wappen oberhalb der Mitte.“ |

### Städtepartnerschaften
Ellwangen unterhält Städtepartnerschaften mit dem französischen Langres (seit 1964) und dem italienischen Abbiategrasso (seit 1991). Diese beiden Städte haben auch untereinander eine Städtepartnerschaft.
1980 übernahm Ellwangen die Patenschaft für die vertriebenen Deutschen aus der Stadt Kaplitz und dem gleichnamigen Landkreis.

## Wirtschaft und Infrastruktur

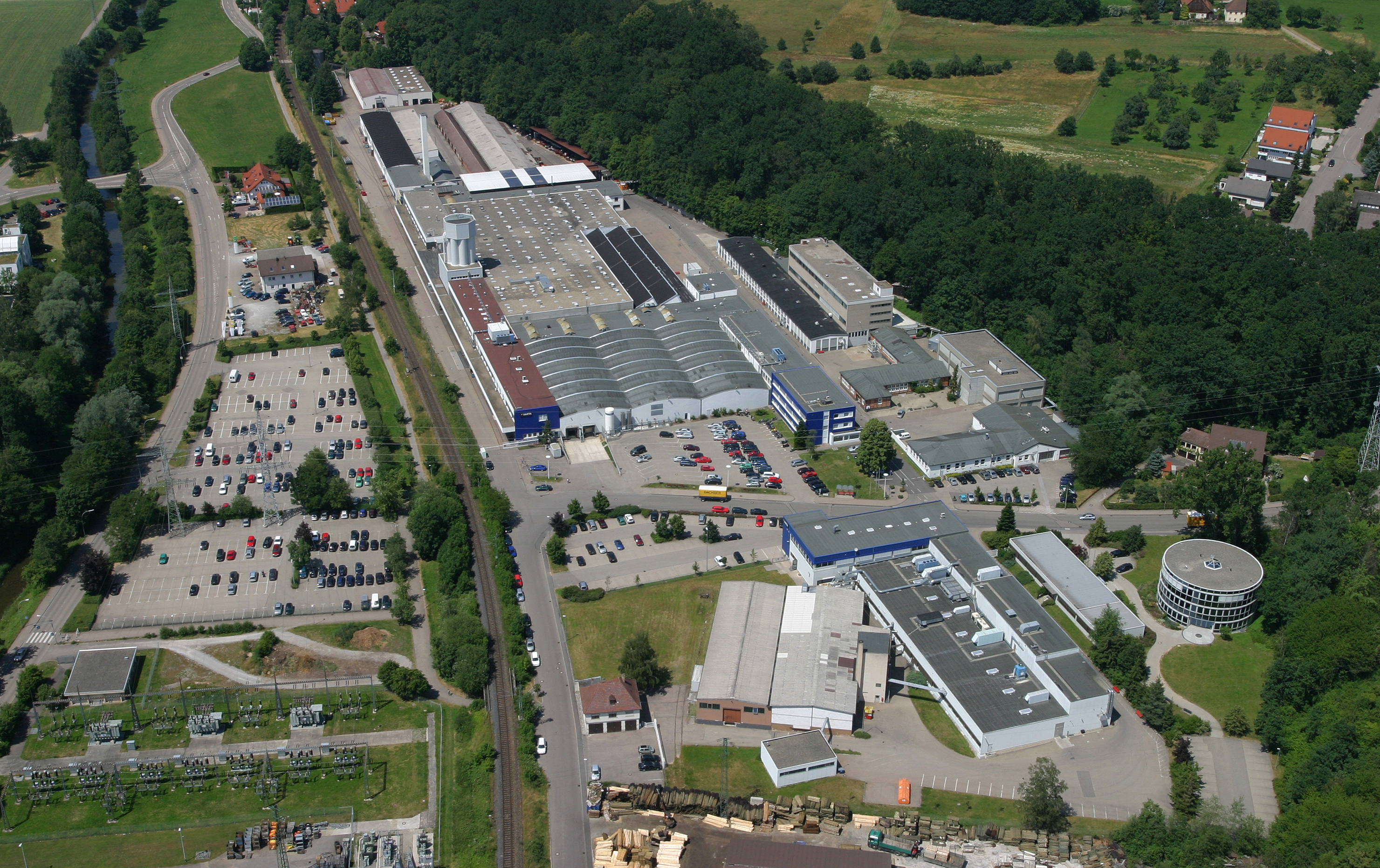
Luftansicht der Varta Microbattery GmbH

Wirtschaftlich wird Ellwangen von mittelständischen Betrieben und dem Einzelhandel geprägt.
In der Stadt gibt es insgesamt 13.250 versicherungspflichtige Arbeitsplätze in allen Wirtschaftsbereichen. 7.950 Arbeitnehmer pendeln täglich in die Stadt ein, 4.967 Einwohner haben ihren Arbeitsplatz außerhalb (Stand Juni 2020).
Größter Arbeitgeber der Stadt ist der Batteriehersteller VARTA mit 1300 Mitarbeitern. In Ellwangen wurde 1946 eine Batteriefabrik eröffnet. Heute ist Ellwangen nach zahlreichen Umstrukturierungen Sitz der neu formierten Varta AG sowie ihrer Tochtergesellschaften Varta Microbattery und Varta Consumer Batteries.
Ein weiterer großer Arbeitgeber war die von 1958 bis 2014 in der Reinhardt-Kaserne bestehende Garnison der Bundeswehr mit dem Bundeswehr-Dienstleistungszentrum und dem Sitz eines Brigadestabs. Bis zu 2500 Soldaten sowie 300 Zivilangestellte waren dort zu Hochzeiten des Kalten Krieges beschäftigt. Von den ehemals zahlreichen Brauereien ist eine erhalten geblieben, die Rotochsenbrauerei. Ein weiterer wichtiger Arbeitgeber ist die ODR, ein Unternehmen des Energiekonzerns EnBW mit 350 Mitarbeitern.
In Ellwangen haben Lokalredaktionen der Schwäbischen Post und der Ipf- und Jagst-Zeitung ihren Sitz. Die Schwäbische Post bezieht ihren überregionalen Teil von der Südwest Presse aus Ulm, die Ipf- und Jagstzeitung von der Schwäbischen Zeitung aus Ravensburg.

### Verkehr

#### Fernstraßen
Ellwangen hat eine Anschlussstelle an die Bundesautobahn 7, die vier Kilometer östlich der Kernstadt liegt. Durch das Gemeindegebiet führt auch die Bundesstraße 290. Sie wird über eine Umgehungsstraße (Westtangente) um die Kernstadt geleitet. Die B 290 verbindet Ellwangen in nördliche Richtung mit Crailsheim. In südlicher Richtung besteht mit der Bundesstraße 29 eine direkte Anbindung an die Kreisstadt Aalen und den Großraum Stuttgart.
Über die L 1060 wird die B 290 direkt mit der Autobahnanschlussstelle Nr. 113 Ellwangen verbunden. Die Strecke führt über den Südring durch zwei Tunnel um die Altstadt von Ellwangen. Der Schwerlastverkehr wird über diese L 1060 zur Autobahn geleitet.

#### Verkehrsberuhigung
Seit dem Jahr 2000 ist die Innenstadt im Bereich der Marien-, Spital- und Schmiedstraße für den Kraftfahrzeugverkehr gesperrt. In den Wohngebieten sind mehrere Straßen verkehrsberuhigt.

#### Bahn- und Busverkehr
Der Bahnhof Ellwangen liegt an der elektrifizierten Bahnstrecke Goldshöfe–Crailsheim. Dort hält alle zwei Stunden ein Intercity der Linie 61 Karlsruhe–Stuttgart–Nürnberg, stündlich eine Regional-Bahn nach Aalen und über die Remsbahn in Richtung Stuttgart sowie zweistündlich eine Regional-Bahn nach Crailsheim. Seit Juni 2019 wird der regionale Bahnverkehr um Ellwangen durch das Unternehmen Arverio (ehemals: Go-Ahead) betrieben. Der Nahverkehr von Bussen und Bahnen ist seit dem 9. Dezember 2007 in die Fahrpreiskooperation OstalbMobil integriert. Der öffentliche Personennahverkehr wird vom Unternehmensverbund FahrBus Ostalb GmbH organisiert. Seit dem 24. Februar 2014 gibt es in Ellwangen ein Stadtbussystem mit ursprünglich zwei Linien, die die Innenstadt mit den Wohngebieten und wichtigen öffentlichen Einrichtungen verbinden. Eingesetzt werden drei Kleinbusse mit Niederflurtechnik, um auch Kinderwagen und Rollstühle befördern zu können. Die Busse fahren montags bis samstags mindestens stündlich. Als Besonderheit gilt das Konzept „Halt auf Zuruf“, das in den Tempo-30-Zonen zur Anwendung kommt. Anfang November 2016 wurde das Netz des Stadtbusses um zwei neue Linien erweitert. Eine Linie verkehrt vom ZOB über den Stadtteil Neunheim in das Industriegebiet Neunheim/Neunstadt an der Bundesautobahn 7, die andere Linie stellt die Anbindung der Europäischen Ausbildungs- und Transfer-Akademie (EATA) an die Innenstadt her.

#### Radverkehr
Durch Alltagsrouten aus dem Radnetz Baden-Württemberg ist Ellwangen
- am Stadtteil Kellerhaus vorbei und über Jagstzell mit Crailsheim,
- über den Stadtteil Schrezheim und über Rainau (Ortsteile Saverwang, Schwabsberg und Buch) und Hüttlingen mit Aalen und
- am Bucher Stausee abzweigend über Westhausen, Lauchheim und Bopfingen Richtung Nördlingen verbunden.

Durch Ellwangen verlaufen verschiedene Landes-Radfernwege:
- Der Kocher-Jagst-Radweg ist ein Rundkurs entlang der beiden Flüsse Kocher und Jagst zwischen Bad Friedrichshall und einer Querverbindung zwischen den Tälern bei Aalen (Stadtteil Unterkochen) und Lauchheim.
- Der Württemberger Tälerradweg führt von Crailsheim über die Stimpfacher Ortsteile Weipertshofen und Rechenberg, Ellwangen, Aalen, Heidenheim und Giengen nach Ulm und weiter über Göppingen nach Schwäbisch Gmünd.

Ellwangen ist Mitglied der AGFK (Arbeitsgemeinschaft Fahrrad- und Fußverkehrsfreundlicher Kommunen) in Baden-Württemberg.

### Gerichte, Behörden und Einrichtungen

Historisches Portal des Landgerichts Ellwangen

In Ellwangen gibt es ein Amtsgericht, ein Landgericht sowie eine Staatsanwaltschaft, die zum Oberlandesgerichtsbezirk Stuttgart beziehungsweise zum Bezirk der Generalstaatsanwaltschaft Stuttgart gehören, sowie ein Notariat. Ferner befindet sich hier eine Forstliche Außenstelle des Landratsamtes Ostalbkreis.
Zusammen mit dem Amtsgericht wurde 1881 ein Gefängnis mit zuletzt 36 Haftplätzen gebaut. Im März 2016 wurde das Gefängnis wegen hoher Unterhaltskosten geschlossen.
Das Stadtarchiv Ellwangen (Jagst) besteht seit 1937.
Das Jugendzentrum JUZE ist die städtische Anlaufstelle für Freizeit- und Kulturveranstaltungen für Kinder und Jugendliche. Es bietet unter anderem jedes Jahr im August ein Ferienprogramm an. Zudem ist das Gebäude des Jugendzentrums am Mühlgraben ständiger Anlaufpunkt. Getragen wird es seit 25 Jahren gemeinsam von der Stadt und einem Förderverein.
Die St.-Anna-Virngrund-Klinik ist mit 247 Betten eines der drei noch verbliebenen Krankenhäuser des Landkreises. Sie entstand 2005 aus der Fusion der beiden Ellwanger Kliniken St.-Anna-Klinik und Virngrundklinik. (Die seit den 1950er Jahren von der Ordensgemeinschaft der St.-Anna-Schwestern geleitete St.-Anna-Klinik war eine reine Geburtsklinik.) Durch die Vereinigung sollten die Gesundheitsversorgung zentralisiert und Kosten eingespart werden. Die St.-Anna-Virngrund-Klinik ist Mitglied im Verbund des Onkologischen Schwerpunkts Ostwürttemberg (Behandlung von Tumorerkrankungen) und des Regionalen Schmerzzentrums Ostwürttemberg.
Die Stadt war bis 2006 Sitz des Dekanats Ellwangen des Bistums Rottenburg-Stuttgart.
Im Herbst 2014 beschlossen das Land Baden-Württemberg und die Stadt Ellwangen, eine Landeserstaufnahmestelle (LEA) für Flüchtlinge im ungenutzten Teil der Reinhardt-Kaserne einzurichten. Hierzu wurden die Unterkunftsgebäude im südlichen Teil der Kaserne herangezogen. Die Einrichtung wurde im April 2015 eröffnet und ist für eine Regelbelegung von 500 bis 1000 Flüchtlingen ausgelegt. Der Betrieb der LEA sollte ursprünglich auf fünf Jahre begrenzt sein. Aufgrund des hohen Flüchtlingszustroms im Sommer 2015 waren im September über 4500 Flüchtlinge in der LEA untergebracht. Im Dezember 2015 waren es noch rund 3400 Flüchtlinge. Im Laufe des Jahres 2016 ging die Belegung wieder auf die Regelbelegung zwischen 500 und 1000 Flüchtlingen zurück.
Der Vertrag über den Bestand der LEA wurde bis Ende 2022 verlängert.

### Bildungseinrichtungen
- Kindergärten

In der Kernstadt Ellwangen gibt es insgesamt sechs Kindergärten in kirchlicher Trägerschaft. Dazu kommt noch eine städtische Ganztagesstätte mit einem Betreuungsangebot für Kinder ab zwei Jahren und eine Ganztages-Kinderkrippe für Kleinkinder ab zwei Monaten, beides in der Marienpflege betrieben. Zudem verfügen die Teilorte Rindelbach, Schrezheim und Pfahlheim über jeweils zwei Kindergärten.
Mit dem Kinder- und Jugenddorf Marienpflege, Zentrum für Kinder, Jugendliche und Familien, und dem Kinderheim Graf befinden sich außerdem zwei Kinderheime auf Ellwanger Stadtgebiet. Das Kinderdorf, eine katholische Stiftung, ist aus einem 1830 gegründeten Waisenhaus hervorgegangen; seit 1908 sind die Franziskanerinnen von Sießen im Kinderdorf aktiv.
- Grund- und Hauptschulen

Drei Grund- und Hauptschulen mit Werkrealschulen (Buchenbergschule und Mittelhofschule in der Kernstadt sowie die Johann-Sebastian-von-Drey-Schule in Röhlingen) decken den immer noch wachsenden Bedarf ab. Dazu kommen noch fünf selbstständige Grundschulen (Klosterfeldschule in der Kernstadt, die Kastellschule Pfahlheim, die St.-Georg-Schule Schrezheim, die Grundschule Rindelbach und die Grundschule Neunheim). Das Kinderdorf Marienpflege bietet zudem auch Unterricht in der Schule für Erziehungshilfe (Grund-, Haupt-, Werkreal- und Förderschule) und der Klinik-Schule für Kinder in längerer Krankenhausbehandlung der St.-Anna-Virngrundklinik an.
- Realschule

Die Stadt ist Träger einer Realschule, der Eugen-Bolz-Realschule. Diese befindet sich im selben Gebäudekomplex wie das Hariolf-Gymnasium. Daneben gibt es in der Kernstadt Ellwangen die private, schulgeldpflichtige Mädchenrealschule St. Gertrudis, die seit über hundert Jahren von Schwestern des Franziskanerordens betrieben wird. 2002 wurde ein Mädchengymnasium angeschlossen.
- Gymnasium

Es gibt in Ellwangen vier Gymnasien, von denen zwei in der Trägerschaft der Stadt stehen: das Hariolf-Gymnasium und das Peutinger-Gymnasium. Letzteres kann mittlerweile auf eine 350-jährige Geschichte zurückblicken. Schüler war unter anderen der frühere Bundestagspräsident Philipp Jenninger. Das private Mädchengymnasium St. Gertrudis wird von Schwestern des Franziskanerordens getragen und betrieben. Es erfreut sich auch überregionaler Beliebtheit. Täglich pendeln auch viele Schüler aus den benachbarten bayerischen Landkreisen ein. Im Jahre 2007 neu entstanden ist das Technische Gymnasium im Berufschulzentrum in der Trägerschaft des Landkreises.
- Berufliche Schulen

Der Ostalbkreis ist Schulträger des Beruflichen Schulzentrums (Gewerbliche, Kaufmännische und Hauswirtschaftliche Schule) unter anderem mit einem Technischen Gymnasium. Dazu kommt noch das Institut für sozialpädagogische Berufe (Berufsfachschule) und die Private Schule für Erziehungshilfe.
- Sonstige schulische Einrichtungen

Die Schöner-Graben-Schule ist ein sonderpädagogisches Bildungs- und Beratungszentrum (SBBZ) mit dem Förderschwerpunkt Lernen.
- Musikschule

Das Alte Rathaus beherbergt seit den 1990er Jahren die Johann-Melchior-Dreyer-Musikschule. Diese ist eine nach Richtlinien des Verbandes der Musikschulen vollausgebaute Schule mit einem breit gefächerten Angebot, das sowohl den elementaren Bereich als auch Instrumentalunterricht von Unter- bis Oberstufe (berufsvorbereitender Unterricht) voll abdeckt. Besonderer Wert wird auf das Ensemblespiel und das Laienmusizieren gelegt. Es gibt die Möglichkeit, in verschiedenen Kammermusikgruppierungen (Blockflöten-, Bläser-, Gitarren- und Streicherensembles) mitzuwirken. Ferner können fortgeschrittene Schülerinnen und Schüler im Jugendblasorchester, im Streich- bzw. Symphonieorchester der Städtischen Musikschule mitwirken und haben so die Möglichkeit, an zahlreichen Aufführungen im In- und Ausland teilzunehmen.
- Erwachsenenbildung

Bildung für Erwachsene wird von der örtlichen Volkshochschule angeboten. Daneben bietet das Kolping-Bildungswerk Kurse und Weiterbildungen auch in handwerklichen Berufen für Erwachsene mit Unterrichtsräumen unter anderem in der Stadtmühle an.
- Öffentliche Bücherei

Im Palais Adelmann befindet sich die öffentliche Bücherei für Ellwangen. Im Bestand sind ca. 38.000 Bücher, dazu kommen noch CDs und DVDs.
Die Teilorte unterhalten ebenfalls kleinere Bibliotheken.

## Kultur und Sehenswürdigkeiten

Schlosstor von Ellwangen auf einer 50-Pfennig-Dauermarke der Bundespost von 1967

### Museen
Das Alamannenmuseum Ellwangen ist eines der bedeutendsten Museen zur Geschichte der Alamannen. Exponate aus den Ausgrabungsfeldern bei Lauchheim werden hier gezeigt.
Das Schlossmuseum im Schloss ob Ellwangen enthält neben den prunkvollen Räumen der Residenz der Fürstpröpste von Ellwangen und der württembergischen Könige auch wertvolle Schrezheimer Fayencen, barocke Weihnachtskrippen, Uhren, Puppenstuben sowie das Stirner-Zimmer.
Im Mai 2011 wurde das „Sieger Köder Museum Ellwangen – Bild und Bibel“ (→ Lage) eröffnet. Es gibt mit 150 Exponaten auf 670 m² Einblicke in Sieger Köders Arbeit, seine theologischen Gedanken und deren bildnerische Umsetzung.
Weitere Museen befinden sich im Stadtteil Pfahlheim: Die Bauernstube und das Jagdmuseum.

### Gedenkstätten
- 23 Grabstätten und ein Mahnmal auf dem Friedhof St. Wolfgang erinnern an die KZ-Häftlinge des Hessentaler Todesmarsches, die im April 1945 von SS-Männern ermordet wurden.
- Der Straßenname „Max-Reeb-Straße“ erinnert an den Kunstmaler Max Reeb, der 1940 Zweifel am Sieg äußerte und deswegen ins KZ Dachau verbracht wurde, wo er ums Leben kam.[48]
- Das Mobiliar des Arbeitszimmers von Eugen Bolz aus seinem ehemaligen Wohnhaus in Stuttgart befindet sich im Rahmen einer Ausstellung zu seinem Leben in einem 2018 eröffneten Gedenkraum an der Eugen-Bolz-Realschule.[49]

### Bauwerke

#### Basilika St. Vitus
Von großer kunstgeschichtlicher Bedeutung ist die Stiftskirche St. Veit (Weihetag 3. Oktober 1233), das Wahrzeichen der Stadt. Sie ist eine dreischiffige, kreuzförmige Basilika aus dem 12. Jahrhundert und gilt als die bedeutendste romanische Gewölbebasilika in Schwaben. Ihre drei romanischen Türme sind von weither sichtbar. Im 16. und 17. Jahrhundert wurden der Innenraum barockisiert und Formen des Rokoko eingebracht. Nur die westlich des Hauptschiffes gelegene Vorhalle blieb in der ursprünglichen Gestalt erhalten. Trotzdem ist auch im übrigen Innenraum der hochmittelalterliche Ursprung immer noch gut zu erkennen. Direkt an das Hauptschiff schließen sich ein gotischer Kreuzgang und die Liebfrauenkapelle an, in der der in Ellwangen verehrte Pater Philipp begraben liegt. 1964 wurde die Kirche zur Basilica minor erhoben.
Als eine Besonderheit der Ökumene kann die direkte Verbindungstür zur benachbarten evangelischen Stadtkirche gesehen werden.

#### Evangelische Stadtkirche

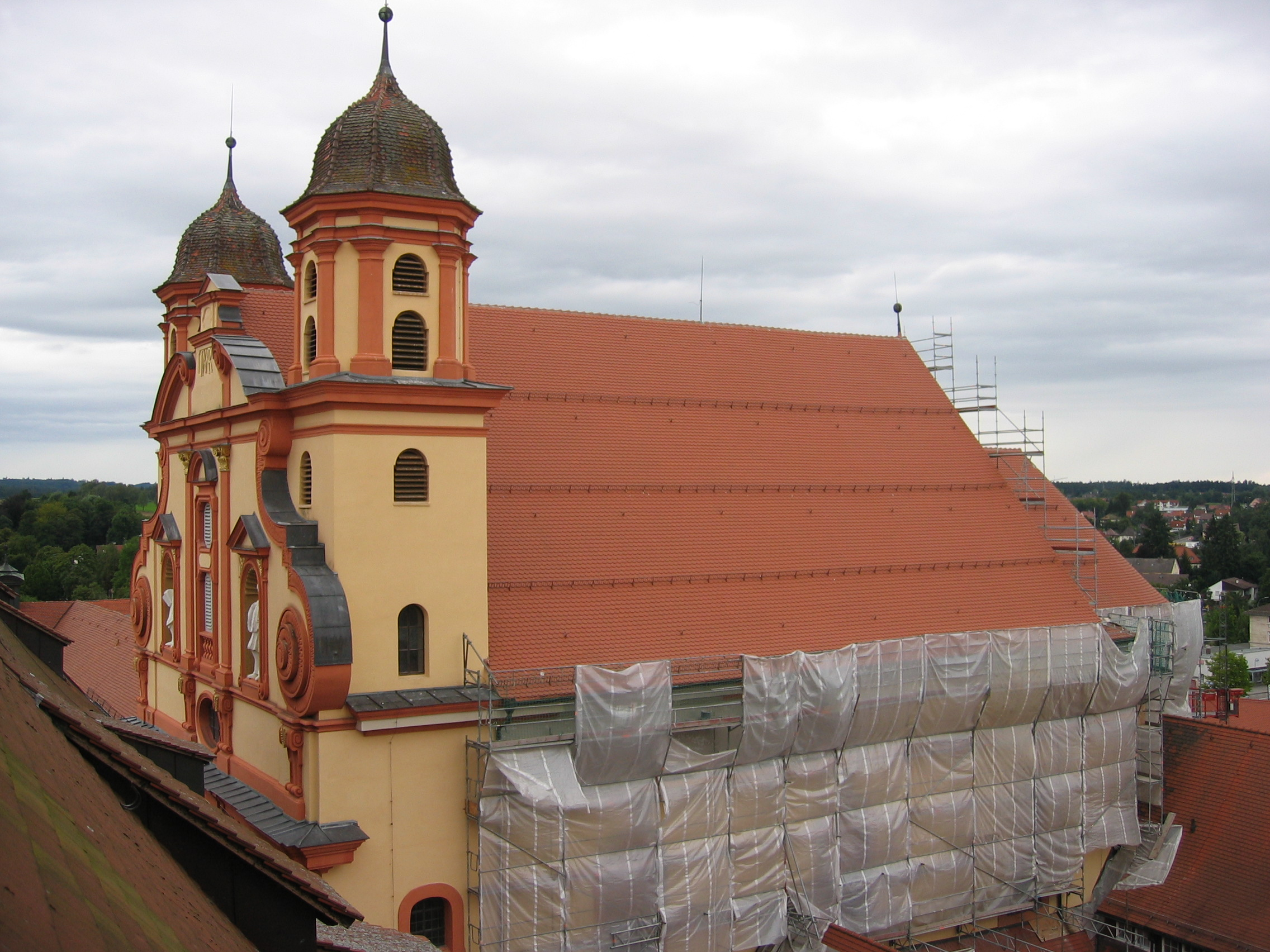
Evangelische Stadtkirche vom Dach der Basilika

Gleich nebenan befindet sich die Evangelische Stadtkirche. Die prunkvolle barocke Fassade der in den Jahren 1724–1729 errichteten Jesuitenkirche (Kirche der unbefleckten Empfängnis Mariae zu Ellwangen) ist direkt an die Nordseite der katholischen Basilika angebaut und wird sogar von ihr teilweise überdeckt. Der volutenbesetzte Giebel der heutigen evangelischen Stadtkirche zeigt die beiden Ordensheiligen der Jesuiten Franz Xaver und Ignatius.
Im Kircheninnern sind besonders das Vorhallengitter und die Gewölbemalereien bemerkenswert. Die Fresken stammen von Christoph Thomas Scheffler aus Augsburg, einem Schüler des Freskenmalers Cosmas Damian Asam. Die Bilder der Deckengemälde zeigen den Lebenslauf Marias.
Nachdem 1802 die beiden Konfessionen gleichgestellt worden waren, wurde die Jesuitenkirche zur evangelischen Stadtkirche. Die barocke Kirche wird heute besonders wegen ihrer hervorragenden Akustik geschätzt und deswegen häufig für Konzerte genutzt.

#### Altstadt von Ellwangen

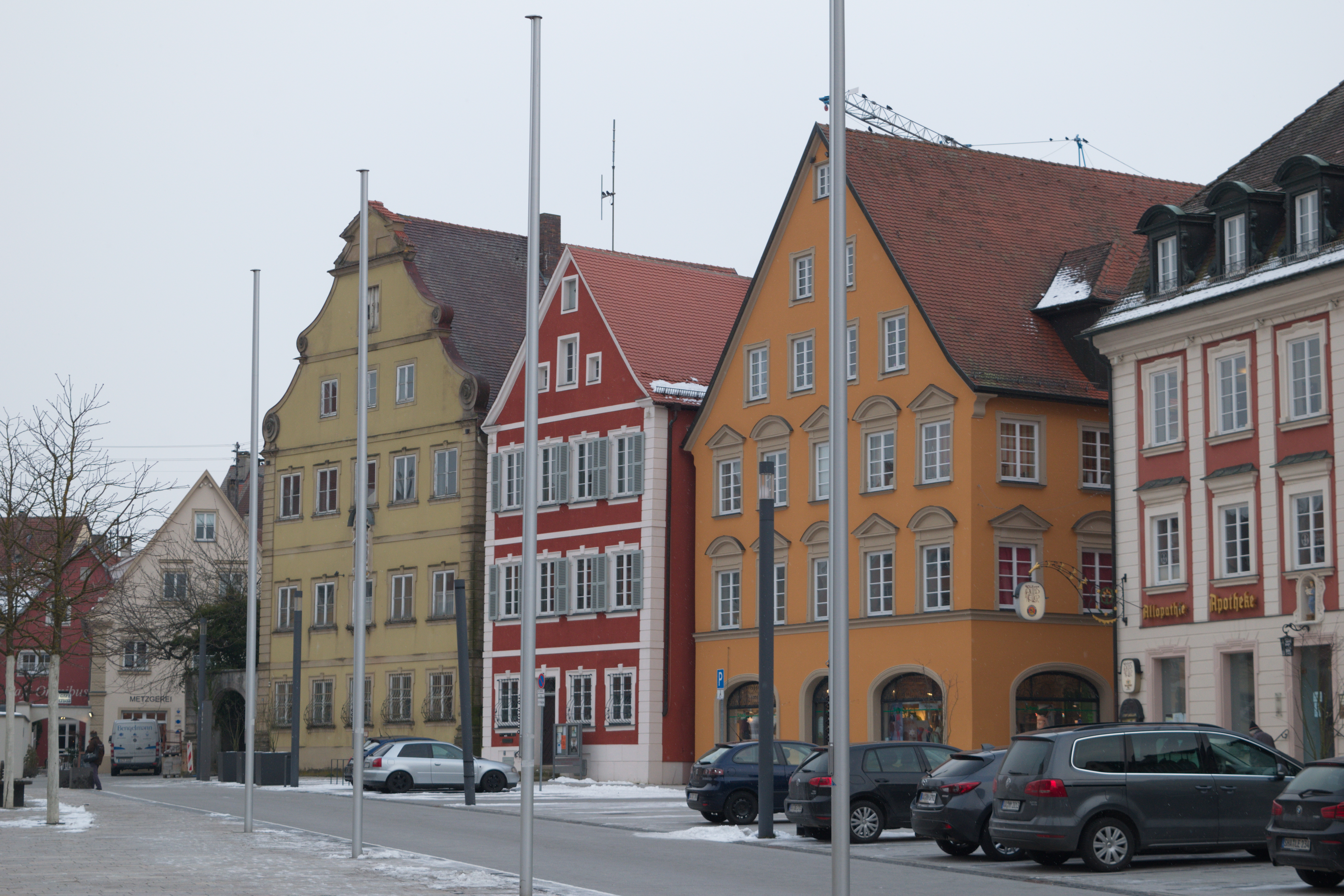
Häuser am Marktplatz

Im Zentrum der Stadt liegt an der Südseite der Stiftskirche der von barocken Stiftsherrenhäusern gesäumte Marktplatz, auf den zahlreiche Straßen und Gassen strahlenförmig zulaufen. Er wird heute hauptsächlich für Märkte und kulturelle Veranstaltungen genutzt.
Besonders sehenswert ist das ehemalige Jesuitenkolleg, das unter Fürstpropst Franz Ludwig von Pfalz-Neuburg im Jahr 1722 erbaut wurde und heute die Staatsanwaltschaft sowie die Strafkammern des Landgerichts Ellwangen beherbergt. Direkt gegenüber befindet sich das ehemalige Stiftsrathaus, welches unter Mitwirkung des berühmten Baumeisters Balthasar Neumann erbaut wurde. In den Jahren 1812 bis 1817 beherbergte es die Aula der theologischen Fakultät der Universität Ellwangen. Später wurde es Sitz der königlich-württembergischen Kreisregierung für den Jagstkreis.
Eines der ältesten Wohngebäude der Stadt ist das bereits 1550 erwähnte Haus Zimmerle. Darin war früher die Poststation von Ellwangen untergebracht. Im ehemaligen Postgasthof Schwarzer Adler übernachteten berühmte Persönlichkeiten wie Goethe und Mozart. An Goethes Besuch erinnert eine Szene auf der bemalten Fassade des Gebäudes.

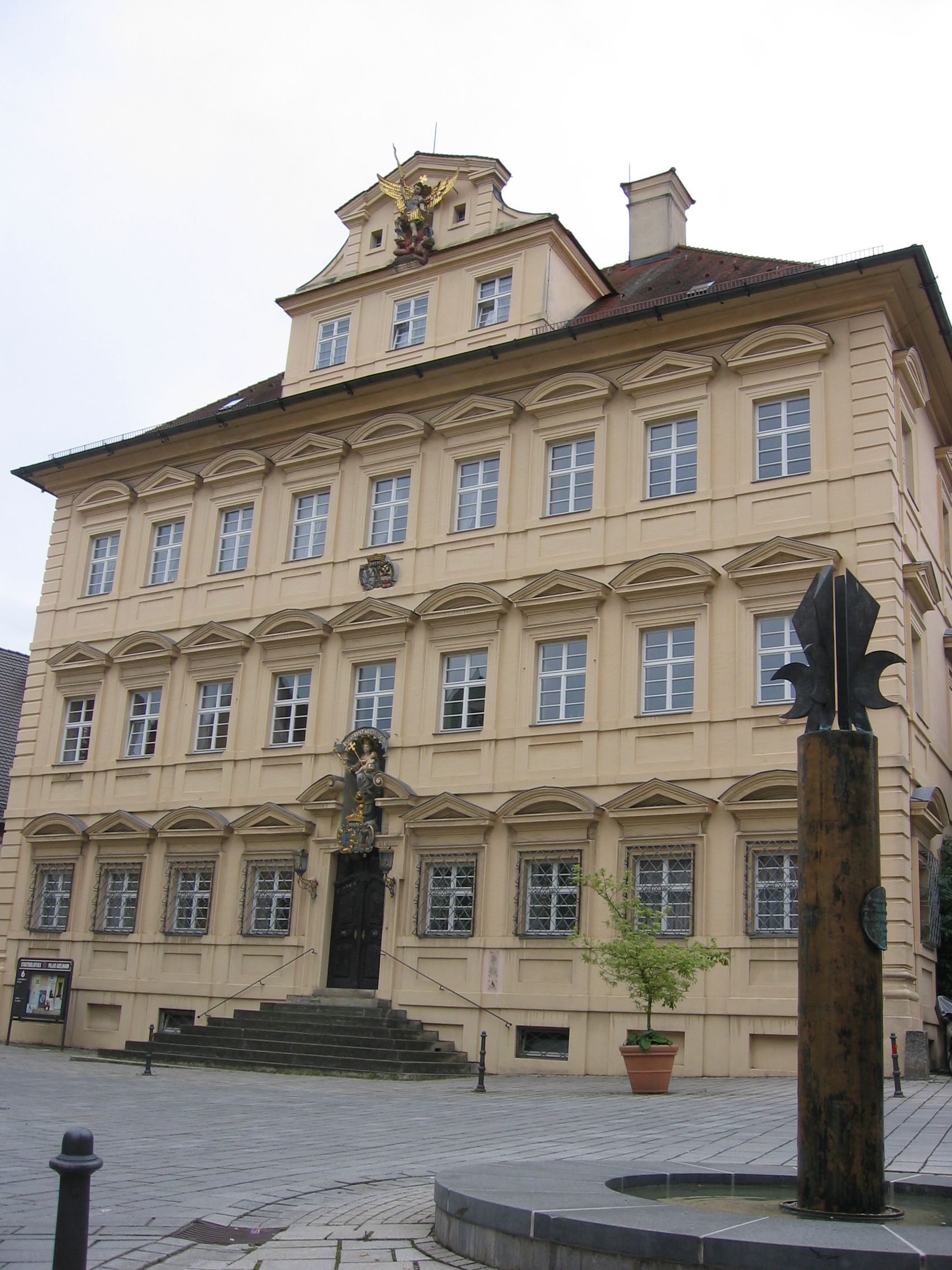
Palais Adelmann

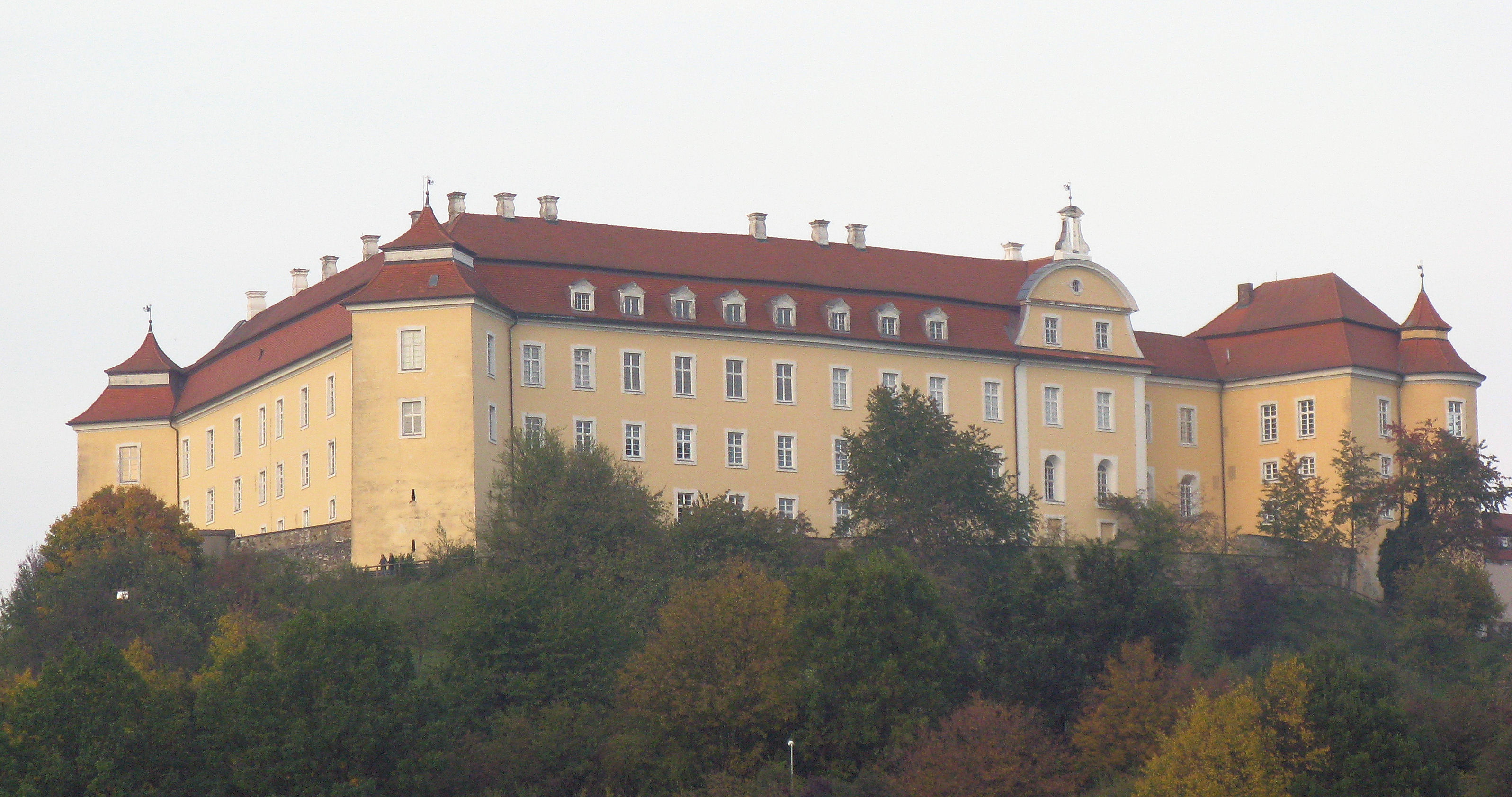
Blick auf Schloss ob Ellwangen

Als erster Barockbau der Stadt wurde 1688 das Palais Adelmann als Residenz für Wilhelm Christoph Adelmann von Adelmannsfelden errichtet. Von weither sichtbar ist der alles überragende Giebel des Profanbaus, an dem sich ein Standbild des heiligen Michael befindet. Heute beherbergt das ehemals gräfliche Palais die Stadtbücherei sowie Repräsentationsräume der Stadt.
Nördlich der Basilika St. Vitus befindet sich die ehemalige Kustorie sowie die ehemalige Statthalterei. Sehenswerte Sakralbauten sind ferner die Marienkirche (gotische Kirche von 1427, 1612 umgebaut) und die Kirche St. Wolfgang (1476 geweiht). Im ehemaligen Spital zum Heiligen Geist, welches heute das Rathaus beherbergt, befindet sich mit der Spitalkapelle eine der zahlreichen Kapellen im Stadtgebiet Ellwangens. Am Rande der Altstadt sind zudem mehrere Stadttürme erhalten geblieben. Besonders sehenswert ist der heute von der Bürgergarde genutzte Wehrturm in der Hirtengasse.

#### Schönenberg und Schloss ob Ellwangen
Östlich der Innenstadt stehen die Marienwallfahrtskirche auf dem Schönenberg und das Schloss ob Ellwangen.
In der Wallfahrtskirche auf dem Schönenberg wurde zum ersten Mal von den Gebrüdern Michael und Christian Thumb der Typus des Vorarlberger Münsters verwirklicht. Dieses Münsterschema wurde etwa ab 1680 führend für süddeutsche Kirchenneubauten und bestimmte die Gestalt der meisten der oberschwäbischen Klosterkirchen.
Das Renaissanceschloss auf dem Schlossberg diente dem Fürstpropst von Ellwangen als Residenz. Es wurde im 14. Jahrhundert als weitläufige Burganlage errichtet und erst später zu einem prunkvollen Schloss umgebaut.

#### Kirchen und Kapellen in den Stadtteilen

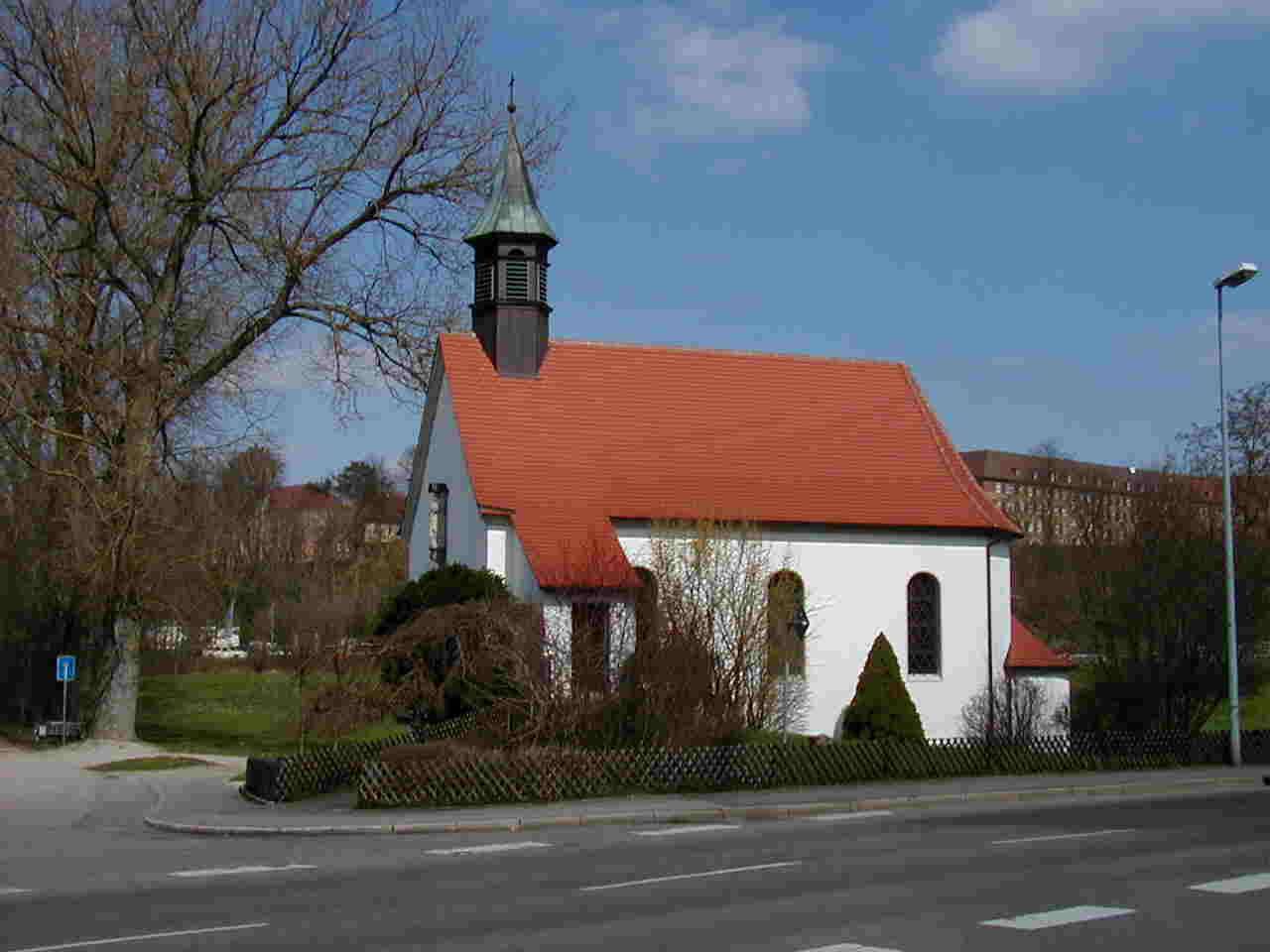
Antoniuskapelle Schrezheim

Die Katholische Pfarrkirche St. Nikolaus im Teilort Pfahlheim wurde 1891 von J. Caden erbaut. Teile des Kirchengebäudes aus dem 15. Jahrhundert wurden dabei in den Neubau integriert. Der Kirchturm wurde dabei im Baustil der Spätgotik gestaltet.
Eine Besonderheit der zu Pfahlheim gehörenden katholischen Pfarrkirche von Beersbach ist der ebenfalls spätgotische Turm mit Zeltdach.
Die Sebastianskapelle (früher Kapelle zu den Heiligen Maria und Gangolf) in Eigenzell zeichnet sich durch ihr im Kern gotisches Kirchenschiff mit polygonalem eingewölbtem Chor aus. Sie wurde 1666 vom Baumeister Caspar Feichtmayr errichtet.
Im benachbarten Rattstadt entstand kurze Zeit später nach Erlaubnis durch das Kloster Ellwangen die Kapelle zur Heiligen Dreifaltigkeit, die 1731 fertiggestellt wurde.
In Röhlingen befindet sich die größte Dorfkirche in der Stadt Ellwangen. Die heutige katholische Pfarrkirche St. Peter und Paul Röhlingen wurde von 1898 bis 1901 in der Nähe einer spätromanischen Vorgängerkirche erbaut.
Der Stadtteil Röhlingen war besonders im 19. Jahrhundert auch ein bedeutender Marienwallfahrtsort. Zu diesem Zwecke wurde mit der Dietersbacher Kapelle eine prunkvoll ausgestattete Rokokokapelle geschaffen.
Aus derselben Zeit stammt auch die Kapelle St. Ursula im nahegelegenen Haisterhofen, die 1702 erbaut wurde.
Sehenswert ist ferner die Barockkapelle St. Martin in Killingen.
Die Kapelle zu den Heiligen Schutzengeln in Neunheim ist heute eine Filialkirche der Pfarrgemeinde St. Vitus in der Kernstadt von Ellwangen. Die 1723 errichtete und 1729 geweihte Kapelle wurde 2005 aufwändig restauriert und ist aufgrund ihrer Lage oberhalb von Ellwangen von weither sichtbar.
In der Umgebung gibt es mit der Kapelle zu den 14 Nothelfern in Neunstadt (1722) und der Katharinenkapelle in Rötlen zwei weitere Kleinode.
Die Antoniuskapelle (Schrezheim) wurde bereits 1692 gestiftet und 1729 geweiht. Auf der Mensa des linken Seitenaltars befindet sich ein Fayencealtar, der 1773/74 in der Schrezheimer Fayencemanufaktur geschaffen wurde. Das Modell stammt von Johann Martin Mutschele aus Bamberg.
Erst Ende des 19. Jahrhunderts entstand die katholische Kirche St. Patrizius in Eggenrot.
Die Kapelle von Rotenbach wurde im Jahre 1737 erbaut.
Die Eichkapelle im Ortsteil Rindelbach ist direkt unterhalb des Schönenbergs gelegen. Ihre Errichtung fällt in das Jahr 1498. Damit zählt sie zu den ältesten Gebäuden der Stadt Ellwangen.

### Vereinswesen
Ellwangen und seine Teilorte verfügen über ein breites Spektrum des Vereinswesens.
Auf die längste Tradition kann die Ellwanger Bürgergarde zurückblicken. Bereits 1439 wurde in der Stadtchronik erstmals eine Schützengilde zur Verteidigung der Fürstpropstei erwähnt. Nach der Säkularisation wurde im Revolutionsjahr 1848 die Garde durch eine ausgebildete Bürgerwehr ersetzt.
Die Pflege der Institution Bürgergarde, der lediglich repräsentative Aufgaben erhalten blieben, ließ gegen Ende des 19. Jahrhunderts nach.
Am 13. Oktober 1958 wurde sie neu gegründet. Seither ist die Zahl der Gardisten wieder auf 200 Mann angewachsen. In der Gestaltung der Uniform orientierte man sich am Muster österreichischer Infanterie-Regimenter in den Stadtfarben rot und blau.
Der mit Abstand älteste ohne Unterbrechung existierende Verein in Ellwangen ist die Rosenkranzbruderschaft, welche bereits im Jahre 1615 mit dem Bau der Marienkirche gegründet wurde. Die Mitgliederzahl ist auf zwanzig begrenzt, und eine Aufnahme erfolgt ausschließlich über persönliche Empfehlungen.
Im sportlichen Bereich bieten besonders der TSV und die DJK Ellwangen ein breit gefächertes Angebot, welches von Schwimmen, Leichtathletik sowie Behindertensport bis hin zu amerikanischen Sportarten wie Basketball und Baseball reicht.
Die Fußballabteilungen der DJK und des TSV fusionierten im Jahr 2010 zum neuen Verein FC Ellwangen 1913, welcher in der Kreisliga A2 Ostwürttemberg spielt. In den meisten Teilorten der Gemeinde gibt es eigene Fußballvereine.
Die Baseball-Abteilung des TSV Ellwangen, die „Virngrund Elks“, sind 2019 in die 2. Bundesliga des Deutschen Baseball und Softball Verbandes DBV aufgestiegen.
Ebenfalls erfolgreich sind die Volleyballer des TSV Ellwangen, welche es im Herrenbereich in den 1990er Jahren bis in die Regionalliga des Volleyball-Landesverbandes Württemberg brachten.
In der Saison 2012/2013 spielt die erste Herrenmannschaft der Abteilung Volleyball in der Landesliga Nord des Volleyball Landesverbandes Württemberg.
Ein sehr erfolgreicher Sportkegel-Verein ist der KC Schrezheim e. V., der mit zwei Frauenmannschaften in der ersten und zweiten Bundesliga spielt.
Eine bedeutende kulturelle Aufgabe kommt besonders den Musikvereinen der Teilorte zu.

### Sport
Über das Stadtgebiet verteilt befinden sich zahlreiche Fußball- und Bolzplätze, außerdem einige Tennisanlagen (z. B. im Stadtteil Rindelbach oder beim Kinderdorf Marienpflege).
Das Angebot der Badeseen der Ellwanger Seenplatte bietet im Sommer mit Wasserrutschen, Sprungtürmen und Sandstränden Raum für sportliche Betätigungen. Ganzjährig kann das Ellwanger Wellenbad genutzt werden.
Im Winter werden, wenn Schnee fällt, in den Wäldern des Virngrunds Loipen gespurt; außerdem wird an den Hängen des Schönenbergs ein Skilift betrieben. Die Stadtwerke installieren in den Wintermonaten zudem eine Natureisbahn nahe dem Volksfestplatz Schießwasen.
Radfahrer erreichen Ellwangen über den Kocher-Jagst-Radweg, dessen Beliebtheit in den letzten Jahren stetig gewachsen ist. Außerdem führt der Hohenlohe-Ostalb-Weg als Fernradweg von Rothenburg ob der Tauber über die Ostalb nach Ulm an die Donau. Weiterhin haben verschiedene regionale Radrouten in Ellwangen ihren Ausgangspunkt.

### Ellwanger Seenland
In der näheren Umgebung von Ellwangen liegen viele Badeseen, darunter der Bucher Stausee, der Häsle-Stausee, der Haselbachsee, der Kreßbachsee, der Fischbachsee, der Orrotsee und der Espachweiher. Neben Radtouren und Wanderungen im Virngrund und in den Ellwanger Bergen sind hier auch Aktivitäten wie Segeln, Bootfahren und Angeln möglich.

### Theater, Kino und Nachtleben
Regelmäßige Veranstaltungen finden vor allem in der Stadthalle und im Schloss ob Ellwangen statt (Kammerkonzerte, Lyrikabende). Die „Theatermenschen“, eine Theatergruppe mit Laienschauspielern, treten im Sommer im äußeren Schlosshof des Schloss ob Ellwangen auf. Oftmals werden Stücke mit Bezug zur Stadt Ellwangen aufgeführt. Seit wenigen Jahren wird auch im Winter in Kooperation mit Menschen mit Behinderung ein Theaterstück inszeniert. Neben den „Theatermenschen“ gibt es auch Schul- und Bauerntheatergruppen.
Am Rande der Altstadt befindet sich das Kino „Regina 2000“. Es besitzt nach einer umfangreichen Erweiterung neben kleineren Kulturkinosälen auch die größte Leinwand Ostwürttembergs.
Neben zahlreichen Kneipen und Cafés wird das Nachtleben in Ellwangen hauptsächlich von wiederkehrenden Veranstaltungen geprägt. Dazu gehört das Sommerprogramm „Sommer in der Stadt“.

### Regelmäßige Veranstaltungen
Der Kalte Markt, ein traditioneller Pferdemarkt in Ellwangen, findet seit über 1000 Jahren statt. Im 17. Jahrhundert wurde er vom 17. Januar, dem Gedenktag der Heiligen Drillinge, auf den Montag nach dem Dreikönigstag verlegt. An diesem Tag findet heute noch ein Pferdeumzug statt. Zum Auftakt des Kalten Marktes erinnert ein Festgottesdienst an die Pferdeheiligen Speusippus, Eleusippus und Meleusippus, deren Reliquien in der Basilika St. Vitus verehrt werden. Kernstück des Kalten Marktes ist die Pferdeprämierung und der anschließende Umzug mit bis zu 400 aufwändig geschmückten Pferden, die einzeln oder im Gespann durch die Ellwanger Innenstadt ziehen.

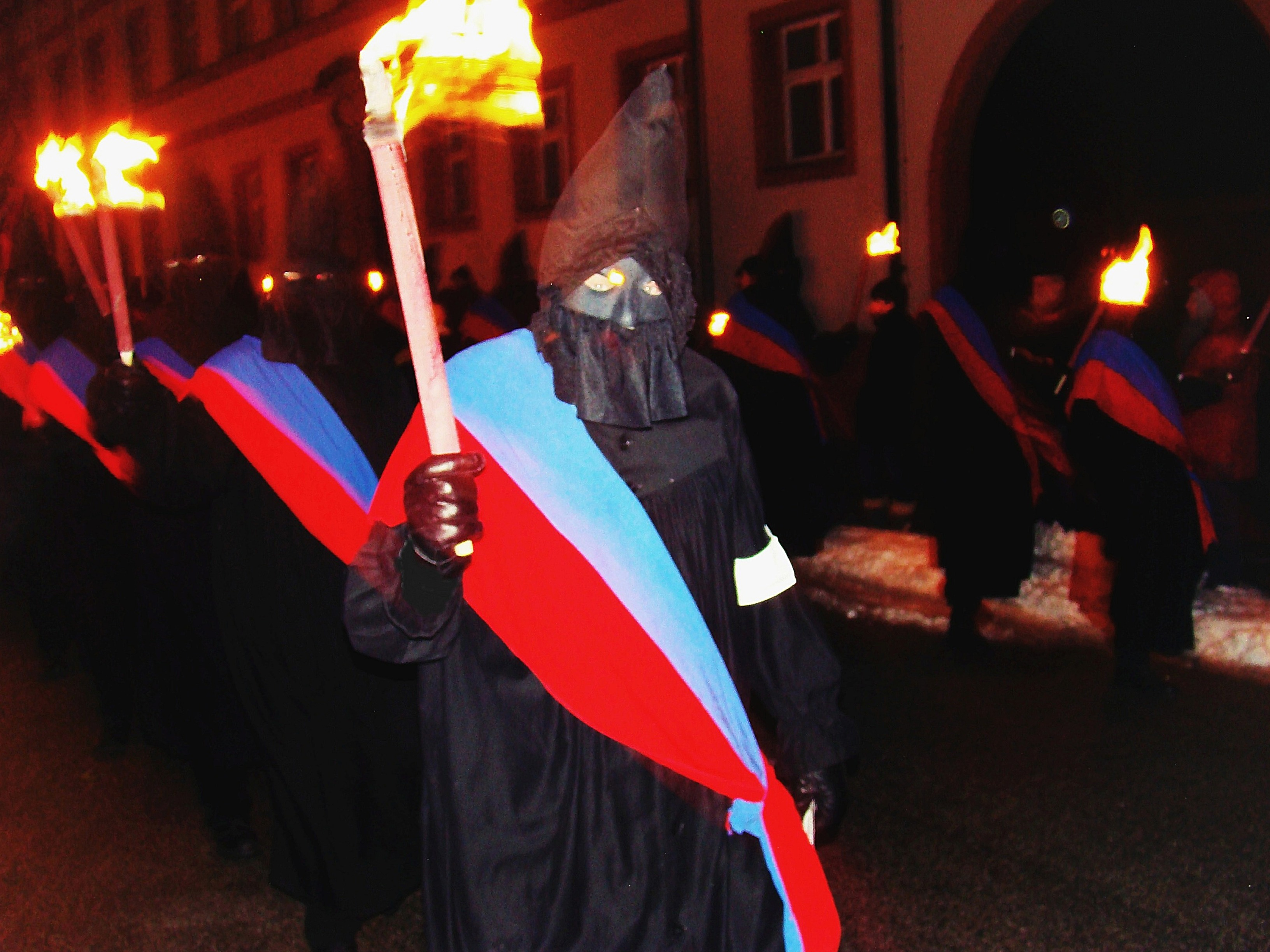
Einzug der Pennäler Schnitzelbank mit Fackeln in die unbeleuchtete Innenstadt

Der Auftritt von Der Pennäler Schnitzelbank (auch Schwarze Schar) am Fastnachtssonntag ist die älteste Fastnachtstradition der Stadt. In schwarze Dominos gekleidet, ziehen die dunklen Gesellen mit Schellenbaum und Fackeln seit über 150 Jahren durch die Innenstadt und die Lokale von Ellwangen und prangern dabei in kunstvollen Versen die Vergehen der lokalen Prominenz an. Den besonderen Reiz machen dabei die absolute Geheimhaltung der Mitglieder der Schwarzen Schar und auch die gedruckten Verslisten aus, die in einigen Ellwanger Geschäften verkauft werden und in denen sich die Schwarze Schar bisweilen auch gern selbst aufs Korn nimmt.
„Theologen heutzutage / stellen selbst den Papst in Frage. Künftig bleibt noch unfehlbar / lediglich die Schwarze Schar.“
Im Sommer finden die traditionellen Heimattage auf dem Schloss ob Ellwangen statt, und die Kulturinitiative Sommer in der Stadt sorgt dafür, dass auch in der heißen Jahreszeit ein kulturelles Angebot vorhanden ist: Dies reicht von einem Sänftenrennen bis hin zu Konzerten und Theateraufführungen.
Auf dem Marktplatz finden jeweils mittwochs und samstags Wochenmärkte mit Produkten regionaler Händler und Erzeuger statt. Der wöchentliche Bauernmarkt am Freitag bietet Lebensmittel und Erzeugnisse vorwiegend regionaler Landwirte aus biologischem Anbau an.
Der sechsmal im Jahr abgehaltene Krämermarkt wartet mit Waren verschiedenster Art (unter anderem Kleidung, Lebensmittel, Haushaltsgeräte, Schmuck) auf. Auf dem Volksfestplatz Schießwasen finden neben den Flohmärkten Messen und Ausstellungen statt, die teils mit einem verkaufsoffenen Sonntag in der Altstadt verknüpft sind. Vor dem Rathaus und auf der Marienstraße wird in der Adventszeit der Ellwanger Weihnachtsmarkt abgehalten.

## Sonstiges
In Ellwangen wurde 1947 der Ellwanger Kreis gegründet, ein bis Ende der 1960er Jahre bestehender Gesprächskreis christlicher Politiker.
Am 29. März 2014 wurde im Bahnhof Ellwangen ein ICE der Baureihe 411 auf den Namen Ellwangen getauft.
2017 wurden bei Ellwangen fast 10.000 Silbermünzen aus dem 13. bis 14. Jahrhundert gefunden. Es handelt sich um einen der größten Münzfunde in Baden-Württemberg.

## Ellwangen in der Belletristik
- Inge Barth-Grözinger: Etwas bleibt. Das Schicksal der Familie Levi - Roman. München 2006. [über die jüdische Geschichte Ellwangens während der NS-Zeit]